# Автомат Калашникова
7,62-мм автомат Калашникова (АК) — автомат, принятый на вооружение в СССР в 1949 году; индекс ГРАУ — 56-А-212. Сконструирован М. Т. Калашниковым в 1947 году как развитие предыдущего образца, АК-46. В АК использованы некоторые технические решения, позаимствованные у других конструкторов.
АК и его модификации являются самым распространённым стрелковым оружием в мире, он включён в Книгу рекордов Гиннесса: насчитывается более 100 млн единиц этого автомата, он состоит на вооружении 106 стран мира. К этому типу (включая лицензионные и нелицензионные копии, а также сторонние разработки на базе АК) принадлежит до 1/5 всего имеющегося в мире стрелкового огнестрельного автоматического оружия.
На основе 7,62-мм автомата Калашникова создано семейство боевого и гражданского стрелкового оружия различных калибров, включая автоматы АКМ и АК-74 и их модификации, ручной пулемёт Калашникова, карабины и гладкоствольные ружья «Сайга» и другие, в том числе за границей СССР.
Общее количество всех разновидностей автомата Калашникова на хранении и вооружении ВС РФ на 2013 год составляло 17 000 000 единиц.

## Разработка и постановка в производство
См. также: История создания автомата как вида оружия
Сигналом к началу работ по созданию нового автоматического стрелкового оружия для советских вооружённых сил стало прошедшее 15 июля 1943 года совещание Технического совета при Наркомате обороны СССР, на котором в результате осмотра и изучения конструкции немецкого автомата MKb.42(H) (прототипа будущего StG-44), разработанного Хуго Шмайссером для первого в мире массового промежуточного патрона 7,92 mm Kurz калибра 7,92×33 мм, а также поставлявшегося по программе Ленд-лиз американского лёгкого самозарядного карабина M1 Carbine (Garand) под патрон .30 Carbine калибра 7,62×33 мм, была отмечена важность получения РККА образцов вооружения, подобных американским и немецким, но разработанных с учётом специфики советской конструкторской школы и условий промышленного комплекса, сильно пострадавшего в первые годы войны, а также освоения концепции «промежуточного» патрона.
Первые образцы нового патрона были созданы в ОКБ-44 уже через один месяц после совещания, а его несерийное производство началось в марте 1944 года.
В ноябре 1943 года чертежи и спецификации на новый 7,62-мм промежуточный патрон конструкции Н. М. Елизарова и Б. В. Сёмина были разосланы по всем организациям, участвовавшим в разработке нового комплекса оружия. На этом этапе он имел калибр 7,62×41 мм, но впоследствии был переработан, причём весьма существенно, в процессе чего патрон был изменён на 7,62×39 мм.

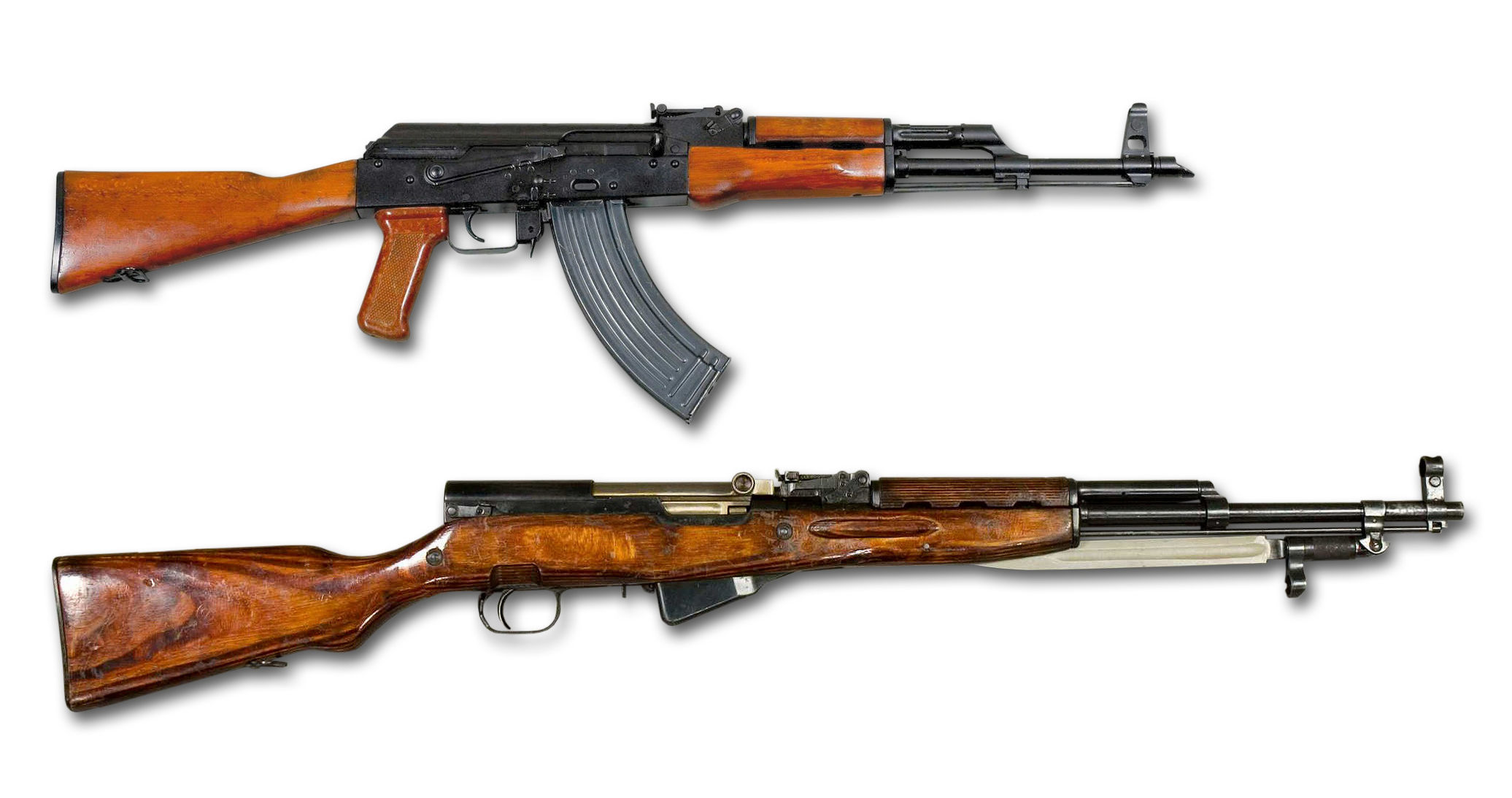
АКМ и СКС

Новый комплекс оружия под единый промежуточный патрон должен был включить в себя автомат, а также карабин и ручной пулемёт.
Оружие должно было обеспечить возможность эффективной стрельбы на дальности порядка 400 м, что превышало соответствующий показатель пистолетов-пулемётов и мало уступало оружию под тяжёлый и дорогой винтовочный патрон. Это позволяло ему успешно заменить весь имевшийся на вооружении ВС СССР арсенал индивидуального стрелкового оружия, использовавший пистолетные и винтовочные патроны и включавший в себя пистолеты-пулемёты Шпагина, Судаева, винтовку Мосина и несколько моделей карабинов на её базе, самозарядную винтовку Токарева, а также пулемёты.
СКС, принятый на вооружение в 1949 году, на который военачальники возлагали надежды как на естественного преемника винтовки Мосина, выпускался сравнительно недолго (до конца 1950-х годов) из-за решения о замене карабинов автоматами АК, а пулемёт Дегтярёва был заменён на модель РПК, разработанную М. Т. Калашниковым, в которой используется патрон 7,62 × 39 мм, который подходит к автомату.
Что касается разработки непосредственно автомата, то она шла в несколько этапов и включала в себя целый ряд конкурсов, в которых участвовало большое количество систем различных конструкторов.
В 1944 году по результатам испытаний к дальнейшей доработке был допущен автомат АС-44 конструкции А. И. Судаева. Он был выпущен небольшой серией, войсковые испытания которой проводились весной-летом следующего года в ГСОВГ, а также в ряде воинских подразделений на территории СССР. Несмотря на положительные отзывы, армейское руководство потребовало уменьшить массу оружия.
Смерть Судаева прервала дальнейший ход работ над этим образцом, поэтому в 1946 году был проведён ещё один тур испытаний, в который включился и Михаил Калашников, к тому времени уже создавший несколько моделей оружия. В ноябре того же года его проект автомата был одобрен, а через месяц изготовленный на оружейном заводе в городе Коврове первый вариант экспериментального автомата Калашникова, иногда условно обозначаемый как АК-46, вместе с образцами Булкина и Дементьева был представлен на испытания. Предложенный Калашниковым вариант оказался надёжным и недорогим. «Автомат при этом имел наименьшее количество деталей при разборке, был простым в обращении, имел в то время заявленную „выносливость“ 18-20 тыс. выстрелов, но мог выдержать до 100 тыс. выстрелов. Его держали под водой, замачивали в иле, привязывали к технике и по 30 км волокли по проселочным дорогам. После этого автомат работал исправно», — рассказывает научный сотрудник Музейно-выставочного комплекса им. М. Т. Калашникова Вадим Хохлов.
Разработанный в 1946 году образец не имел многих черт будущего АК. Принципом работы был короткий, а не длинный ход газового поршня. Рукоятка взведения у него располагалась слева, а не справа, вместо расположенного справа предохранителя-переводчика имелись отдельные флажковый предохранитель и переводчик видов огня. Корпус ударно-спускового механизма был выполнен откидным вниз-вперёд на штифте.
Всего существовало три типа автоматов на данном этапе: АК-46 № 1, АК-46 № 2, АК-46 № 3. АК-46 № 3 — вариант, отличающийся от АК-46 № 2 только складным вниз рамочным металлическим прикладом, в то время как АК-46 № 2 обладает несъемным деревянным прикладом. Отличия АК-46 № 1 от АК-46 № 2/3 — более существенны. Несмотря на то, что личинки затворов практически идентичны, затворные рамы — отличаются и в случае АК-46 № 2/3, в отличие от АК-46 № 1, рукоять взведения разобщена с затворной рамой. На верхней части затворной рамы АК-46 № 2/3 находится углубление для уменьшения трения между затворной рамой и крышкой ствольной коробки. Кроме того, существует разница в размещении самой затворной рамы в ствольной коробке. Затворная рама АК-46 № 1 расположена на направляющих ствольной коробки. Сами ствольные коробки также различны. Таковая АК-46 № 1 — фрезерованная, АК-46 № 2/3 — штампосварная, обладающая длинной шахтой приёмника магазина. Как известно, технология штамповки была недостаточно отработана к 1940-м годам, АК-46 № 2/3 — не исключение, ствольная коробка оказалась неудачной из-за неучтенных изъянов производства и излишней сложности.
Однако военные из приёмной комиссии потребовали расположить взводную рукоять справа, так как, расположенная слева, она при ношении оружия или перемещении по полю боя ползком упиралась в тело стрелка; также объединить предохранитель с переводчиком видов огня в единый узел и разместить его справа, чтобы полностью избавить левую сторону ствольной коробки от любых ощутимых выступов.
В первоначальной редакции заключения технического отчёта полигона, составленного руководителем испытаний У. И. Пчелинцевым, автомат Калашникова на дальнейшую доработку не рекомендовался. Но для такого заключения имелись формальные основания для любого другого образца. Поэтому на заключительном этапе по просьбе конструктора были проведены дополнительные исследования, которые возглавил руководитель подразделения испытаний индивидуального оружия В. Ф. Лютый с одобрения председателя комиссии Н. С. Охотникова. Дополнительный анализ конструкции АК-46 по сравнению с образцами Булкина и Деменьтева показал, что возможностей по устранению выявленных недостатков в конструкции Калашникова больше. Пути реализации предложений и рекомендаций полигона по конструктивной перестройке системы, предложенные её автором, казались более доступными и простыми, чем доработки других конструкций. По итоговым результатам конкурсной комиссии автомат Калашникова занял лидирующее положение среди конкурентов. Мнение У. И. Пчелинцева изменилось на противоположное. Теперь лучшим и подлежащим доработке он считал именно АК-46.
Вернувшись в Ковров, М. Калашников вместе с конструктором Ковровского завода № 2 А. Зайцевым в кратчайшие сроки разработал фактически новый автомат, хотя в его конструкции  использовались элементы, позаимствованные у других представленных на конкурс или просто ранее существовавших образцов.
Так, конструкция затворной рамы с жёстко присоединённым газовым поршнем, общая компоновка ствольной коробки и размещение возвратной пружины с направляющей, выступ которой использовался для запирания крышки ствольной коробки, были скопированы у также участвовавшего в конкурсе опытного автомата Булкина; УСМ, судя по конструкции, мог быть «подсмотрен» у винтовки Холека (по другой версии — восходит к разработке Джона Браунинга, которая использовалась в винтовке M1 Garand); рычажок предохранителя-переводчика режимов огня, выполняющий также роль пылезащитной крышки для окна затвора, очень напоминал таковой у винтовки Remington 8, а похожее «вывешивание» затворной группы внутри ствольной коробки с минимальными площадями трения и большими зазорами было характерно для автомата Судаева.
Хотя формально условиями конкурса ознакомление авторов систем с участвовавшими в нём конструкциями конкурентов и внесение в конструкцию представленных образцов существенных изменений воспрещалось (то есть, теоретически комиссия могла и не допустить новый прототип Калашникова до дальнейшего участия в конкурсе), всё же нельзя считать это чем-то, выходившим за рамки норм.
Во-первых, при создании новых систем оружия «цитаты» из иных образцов вообще не являются редкостью, во-вторых, подобные заимствования в СССР в то время в целом не только не возбранялись, но и даже поощрялись, что объясняется не только наличием специфического патентного законодательства, но и вполне прагматическими соображениями — принять на вооружение образец, впитавший в себя наилучшие, пусть даже скопированные конструкторские решения, в условиях постоянной нехватки времени при реальной военной угрозе.
Кроме того, большинство изменений было обусловлено тактико-техническими требованиями к новому оружию по результатам более ранних этапов конкурса, то есть по сути — навязаны как наиболее приемлемые с точки зрения военных, что отчасти подтверждает тот факт, что образцы конкурентов Калашникова в их конечных вариантах использовали схожие конструктивные решения.
Само по себе заимствование удачных решений не может гарантировать успешности конструкции в целом. Калашникову и Зайцеву создать такую конструкцию удалось, причём в кратчайшие сроки, что не может быть достигнуто компиляцией готовых узлов и конструктивных решений. Более того, существует мнение, что копирование удачных и хорошо себя показавших технических решений является одним из условий создания любого успешного образца оружия, позволяя конструктору не «изобретать велосипед».
Согласно некоторым источникам, в разработке автомата принимал активное участие начальник научно-исследовательского полигона стрелкового и миномётного вооружения ГАУ В. Ф. Лютый, впоследствии ставший руководителем полигонных испытаний 1947 года.
Так или иначе, зимой 1946—1947 годов на очередной тур конкурса наряду с улучшенными, но не претерпевшими радикальных изменений, автоматами Дементьева (КБП-520) и Булкина (ТКБ-415) Калашников представил фактически новый автомат (КБП-580), имевший мало общего с предыдущим вариантом.

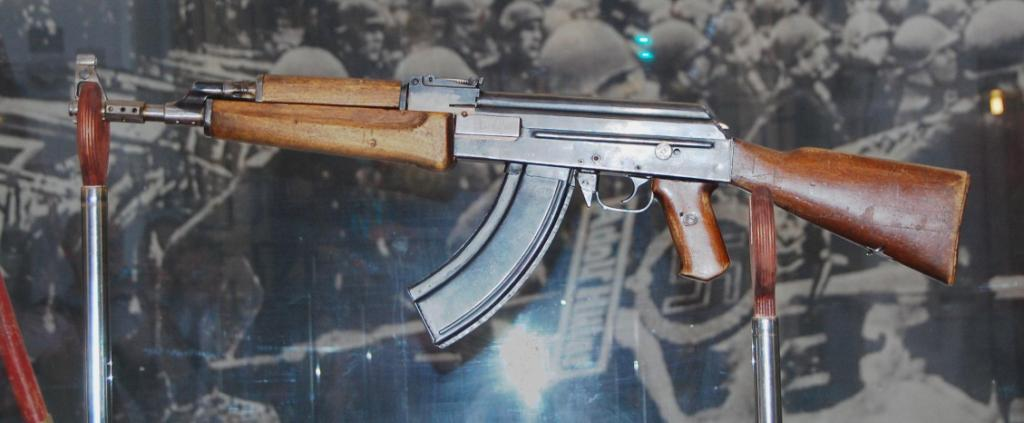
АК-47 № 1. В этот автомат был внесён ряд изменений для дальнейших испытаний. Временная выставка в ЦМВС

В результате испытаний было установлено, что ни один образец не удовлетворяет тактико-техническим требованиям в полном объёме: автомат Калашникова оказался самым надёжным, но при этом обладал неудовлетворительной кучностью стрельбы, а ТКБ-415, наоборот, удовлетворял требованиям по кучности, но имел проблемы с надёжностью. В итоге выбор комиссии был сделан в пользу образца Калашникова, а доведение его кучности до требуемых значений было решено отложить. Такое решение позволяло армии в реальные сроки перевооружиться современным и надёжным, хотя и не самым точным оружием.
В марте 1948 года Калашников прибыл в Ижевск по предписанию Главного маршала артиллерии Н. Н. Воронова для участия в разработке технической документации и организации изготовления первой опытной партии автомата АК-47 в количестве 1500 единиц на Ижевском мотозаводе.
Ещё до приезда М. Т. Калашникова на предприятии полным ходом была организована подготовительная работа. Готовясь к встрече автора изделия, директор завода В. И. Фомин мобилизовал все службы на выполнение ответственного задания: была сформирована надёжная группа руководителей, специалистов, высококвалифицированных слесарей, токарей, фрезеровщиков; проведены перестановки; цехи обеспечены необходимым оборудованием.

Задание было выполнено точно в срок. 1500 автоматов, изготовленных на Ижевском мотозаводе в 1948 году, успешно прошли войсковые испытания.

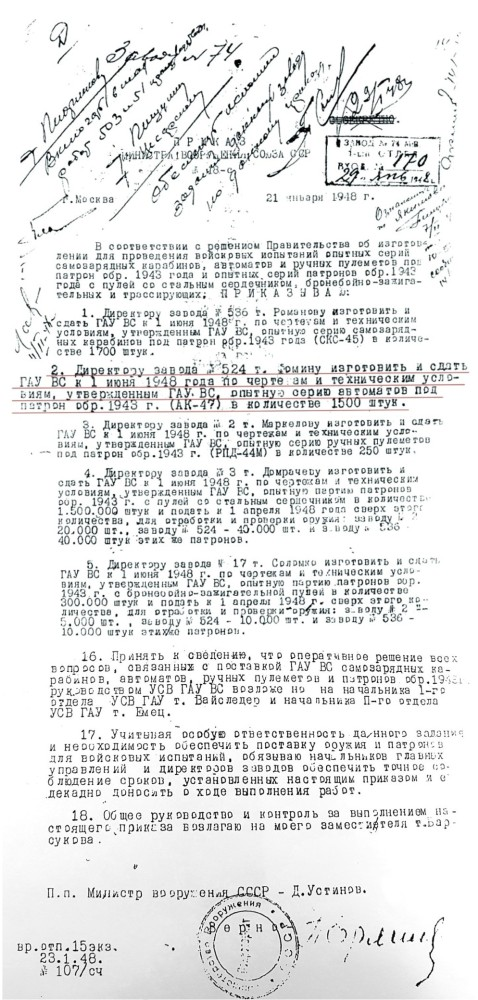
Приказ министра вооружения СССР Д. Устинова от 21 января 1948 года об изготовлении первой опытной партии АК-47 в количестве 1500 штук

Постановлением Совета Министров Союза СССР № 2611-1033сс от 18 июня 1949 года автомат Калашникова образца 1947 года был принят на вооружение вместо пистолетов-пулемётов Шпагина и Судаева. Этим же постановлением на вооружение были приняты: 7,62-мм промежуточный патрон, самозарядный карабин Симонова и ручной пулемёт Дегтярёва под этот патрон.
В 1949 г. за создание автомата М. Т. Калашников получил Сталинскую премию I степени. В этом же году он был откомандирован обратно в Ижевск на завод Ижмаш, где было решено начать серийное производство автомата.
Освоение серийного производства автоматов — до полумиллиона в год, потребовало решения в короткое время многих конструкторских, технологических и организационных задач. Так, по сравнению с конкурсным образцом было внесено 228 конструкторских и 214 технологических изменений. Потребовалось перепланировать размещение 824 единиц производственного оборудования, спроектировать и изготовить 2470 контрольных калибров, 1105 единиц режущего инструмента, 865 различных приспособлений и 171 штамп.
На испытаниях изделий первых серийных выпусков не выдерживали норм живучести боевая пружина, автоспуск, выбрасыватель и его пружина, ломались ось спускового крючка и ударник.
В процессе производства имелся значительный процент брака штампованных ствольных коробок по размерным характеристикам и стволов по дефектам хромирования. Ствольная коробка не обладала необходимой жёсткостью, вследствие чего при прохождении по операциям механической обработки происходило искажение размеров. Постоянная конструкторская доработка автомата и его ствольной коробки требовала доработки или изготовления новой оснастки или штампов. Все это происходило под прессом государственного плана выпуска оружия. Поэтому в качестве временной меры было принято решение перейти на выпуск коробок, полученных фрезерованием из поковок. При этом удалось сохранить норму расхода металла на одно изделие 15 кг и снизить общий вес автомата, снизить количество рабочего времени на правку. В конце 1950 года была изготовлена первая опытная партия фрезерованных коробок. Новый образец был обозначен как «Облегчённый 7,62-мм автомат Калашникова» (АК).
Облегчённый автомат отличался наличием рёбер жёсткости на более лёгких магазинах (ранние магазины имели гладкие стенки), возможностью примыкания штыка (ранний вариант оружия был принят на вооружение без штыка).
В последующие годы коллектив разработчиков стремился улучшать конструкцию, им были отмечены «невысокая надёжность, отказы оружия при использовании в сложных климатических и экстремальных условиях, невысокая кучность стрельбы, недостаточно высокие эксплуатационные характеристики» серийных образцов ранних моделей.
Появление в начале 1950-х годов автомата ТКБ-517 конструкции Германа Коробова, обладавшего меньшей массой, лучшей кучностью, а также более дешёвого, повлекло за собой разработку тактико-технических требований на новый автомат и максимально унифицированный с ним ручной пулемёт. Соответствующие конкурсные испытания, на которые Калашников представил модернизированный образец своего автомата и пулемёт на его основе, прошли в 1957—1958 годах. В результате комиссия отдала своё предпочтение образцам Калашникова как обладавшим большей надёжностью, а также освоенным оружейной промышленностью и войсками. В 1959 году «7,62-мм автомат Калашникова модернизированный» (АКМ) был принят на вооружение.
В 1970-е годы, вслед за странами НАТО, СССР пошёл по пути перевода стрелкового оружия на малоимпульсный патрон уменьшенного калибра для облегчения носимого боекомплекта (для 8 магазинов патрон калибра 5,45 мм даёт экономию массы в 1,4 кг) и снижения, как считалось, «избыточной» мощности 7,62-мм патрона. В 1974 году был принят на вооружение комплекс оружия под патрон 5,45×39 мм, состоящий из автомата АК-74 (АКС-74) и ручного пулемёта РПК-74, а впоследствии (1979 год) дополненный малогабаритным автоматом АКС-74У, созданным для использования в нише, которую в западных армиях занимали пистолеты-пулемёты, а в последние годы — так называемые PDW. Производство АКМ на территории СССР было свёрнуто, однако этот автомат и по сей день остаётся на вооружении.

### Сравнение с конструкцией других образцов

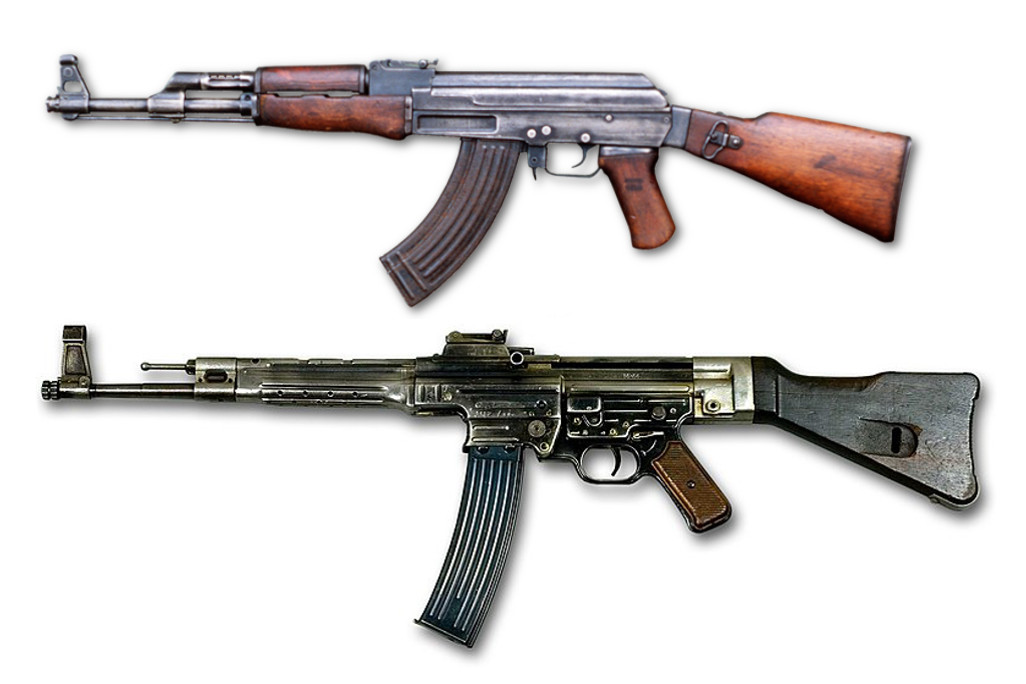
АК и StG 44

Можно встретить мнение о том, что прототипом для полного или частичного копирования при разработке АК послужили ТКБ-415 конструктора Булкина, ABC-36 конструктора Симонова, StG 44 немецкого конструктора Хуго Шмайссера и некоторые другие образцы стрелкового оружия.
Рациональное зерно таких мнений заключается в том, что автомат Калашникова, действительно, вобрал в себя лучшие идеи от всех приведённых (и других) разработок, по сути являясь их свободной компиляцией. В частности, от StG 44 — использование промежуточного патрона и общий дизайн. От ТКБ-415 конструкции А. А. Булкина — конструкция затворной рамы с жестко присоединенным газовым поршнем, общая компоновка ствольной коробки и размещение возвратной пружины с направляющей, выступ которой использовался для запирания крышки ствольной коробки. Затвор поворотного типа был взят за основу от американской самозарядной винтовки M1 Garand, но размещён не снизу от ствола, а сверху для реализации автоматики, из-за чего, как и в STG 44, линия ведения огня сместилась несколько вниз; от M1 также взят ударно-спусковой механизм. Сама затворная рама с большими зазорами и контакт через малые площади, обеспечивающие безотказность и малую чувствительность к загрязнению, были сделаны под влиянием конструкции автомата Судаева АС-44 и его же более раннего ППС-43. Все эти образцы вооружения были подробно изучены М. Т. Калашниковым, служившим на полигоне, а также к конкурсным образцам был свободный доступ в ходе проведения этапов конкурса.
Специалисты музея «Ижмаша» проанализировали большинство информации и сравнили техническую часть автомата Калашникова и штурмовой винтовки StG 44. В первую очередь, они различны по компоновке: немецкий автомат полностью металлический, при интенсивной стрельбе в бою он раскалялся, и держать его без специальных варежек было невозможно. Он не предусматривал модифицированной складной версии — к примеру, для парашютистов. Калашников свои разработки вёл в Коврове и на полигоне в Голутвине, тогда как Шмайссер — в Удмуртии. И даже переехав в Ижевск, Калашников развернул производство опытных образцов на Ижевском мотозаводе № 524, тогда как Шмайссер работал на «Ижмаше», что даже в теории не давало последнему шанса присоединиться к работе над оружием. «Шмайссер был эффективным бизнесменом и руководителем, но игнорировал те задачи, которые перед ним ставились, и имел одни из худших характеристик среди немецких специалистов, которые на тот момент работали в Ижевске», — утверждает технический консультант концерна «Калашников» Владимир Онокой.
Для примера, можно сравнить конструкции автомата Калашникова и StG-44. При использовании общей схемы работы автоматики — отвода пороховых газов с длинным ходом поршня — они различаются по важнейшему для автоматического оружия признаку — способу запирания канала ствола: в АК ствол запирается поворотом затвора вокруг продольной оси, в StG-44 — перекосом затвора в вертикальной плоскости. Также различается компоновка, что видно на порядке разборки этих автоматов: у StG-44 при разборке для извлечения возвратной пружины необходимо отсоединить приклад, при этом отделяется и ударно-спусковой механизм, который вместе с пистолетной рукоятью поворачивается на петле вниз; в АК ударно-спусковой механизм неотъёмный, а возвратный механизм полностью размещён в ствольной коробке. Для разборки АК отсоединять приклад не требуется.
Различна у этих образцов и конструкция ствольной коробки: у автомата Калашникова она состоит из собственно ствольной коробки с сечением в виде перевёрнутой буквы П с загибами в верхней части, по которым движется затворная группа, и её крепящейся сверху крышки, которую необходимо снять для разборки; у StG-44 же ствольная коробка трубчатая, имеет верхнюю часть с замкнутым сечением в виде цифры 8, внутри которой смонтирована затворная группа, и нижнюю, служащую коробкой УСМ, последнюю для разборки оружия после отделения приклада необходимо откинуть вниз на штифте вместе с рукояткой управления огнём.
При использовании общего куркового принципа действия ударно-спускового механизма конкретные его реализации совершенно различны; отличается крепление магазина: StG имеет достаточно длинную приёмную горловину, у АК магазин просто вставляется в окно ствольной коробки; переводчик огня и предохранительное устройство: StG имеет отдельные двусторонний переводчик видов огня кнопочного типа и расположенный слева предохранитель в виде флажка, АК — расположенный справа переводчик-предохранитель.
После получения рапорта контрольно-ревизионного управления (КРУ), 12 октября 1962 года Р. Макнамара направил заместителю Министра обороны Сайрусу Вэнсу меморандум, где утверждалось, что M14 однозначно уступает в огневых качествах и боевой эффективности своему советскому аналогу (АК) и его копиям в соцстранах, а AR-15 — превосходит по всем показателям, имеющим хоть какое-либо военное значение.

## Конструкция и принцип действия

Автоматика АК работает за счёт энергии пороховых газов, отводимых через отверстие в стенке ствола

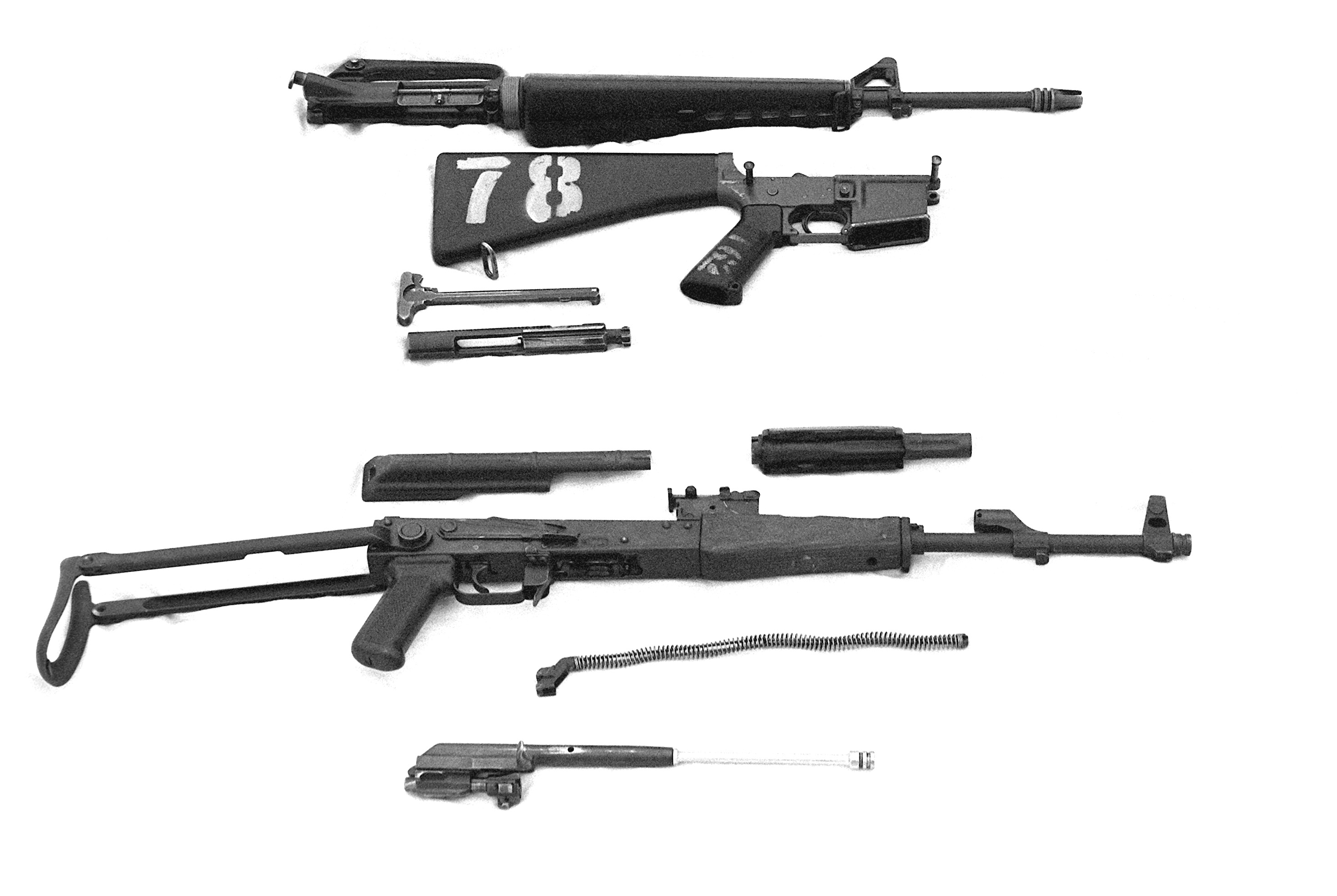
Разобранные автоматы: сверху — M16, снизу — АКМС

Автомат состоит из следующих основных частей и механизмов:
- ствол со ствольной коробкой, прицельными приспособлениями и прикладом
- отъёмная крышка ствольной коробки
- затворная рама с газовым поршнем
- затвор
- возвратный механизм
- газовая трубка со ствольной накладкой
- ударно-спусковой механизм
- цевьё
- магазин
- штык

Всего в АК примерно 95 деталей.
Отличить АК, выпущенный до 1959 года, можно по заниженной относительно линии стрельбы задней части приклада (по некоторой «горбатости» оружия), что было характерно только для самых ранних автоматических винтовок, поскольку такая компоновка снижает устойчивость оружия при стрельбе очередями.
Кроме того, магазин АК под патроны 7,62 мм выделяется кривизной из-за большой конусности гильз. Например, конусность гильзы патрона 7,62×39 мм в 1,5 раза превышает конусность гильзы немецкого патрона 7,92×33 мм. Это означает, что фланцы гильз АК при плотной укладке должны располагаться в магазине по дуге окружности, радиус которой в 1,5 раза меньше, чем радиус дуги магазина под немецкий патрон.

### Ствол и ствольная коробка
Ствол автомата нарезной (4 нареза, вьющиеся слева-вверх-направо), из оружейной стали.
В верхней части стенки ствола, ближе к дульной части, находится газоотводное отверстие. Вблизи от дульного среза на стволе закреплено основание мушки, а со стороны казённого среза в нём имеется патронник с гладкими стенками, в который досылается патрон перед выстрелом. На дульной части ствола нанесена левая резьба для навинчивания втулки при стрельбе холостыми патронами.
Ствол крепится к ствольной коробке неподвижно, без возможности быстрой смены в полевых условиях.
Ствольная коробка служит для соединения частей и механизмов автомата в единую конструкцию, размещения затворной группы и задания характера её движения, обеспечения запирания затвором канала ствола; также внутри неё размещается ударно-спусковой механизм.
Ствольная коробка состоит из двух частей: собственно ствольной коробки и расположенной сверху отъёмной крышки, предохраняющей механизм от повреждения и загрязнения.
Внутри ствольная коробка имеет четыре направляющие («рельсы»; rails), задающие движение затворной группы, — две верхние и две нижние. Левая нижняя направляющая имеет отражательный выступ.
В передней части ствольной коробки имеются вырезы, задние стенки которых являются боевыми упорами. При помощи них затвор запирает канал ствола. Правый боевой упор также служит для направления движения патрона, подающегося с правого ряда магазина. Слева расположен выступ, который направляет патрон из левого ряда.
Первые партии АК имели штампованную ствольную коробку со стволом выполненным из стали прочных марок. Однако имевшаяся технология не позволяла тогда достичь требуемой жёсткости, процент брака был недопустимо высок. В результате в серийном производстве холодную штамповку заменили фрезерованием коробки из цельной стали, что вызвало увеличение себестоимости производства оружия. Впоследствии, при производстве АКМ, технологические вопросы были решены, и ствольная коробка вновь приобрела смешанную конструкцию.
Массивная цельностальная ствольная коробка сообщает оружию высокую (особенно в раннем фрезерованном варианте) прочность и надёжность, особенно в сравнении с хрупкими легкосплавными ствольными коробками оружия типа американской винтовки M16, но одновременно утяжеляет оружие, а также затрудняет изменение конструкции.

### Затворная группа

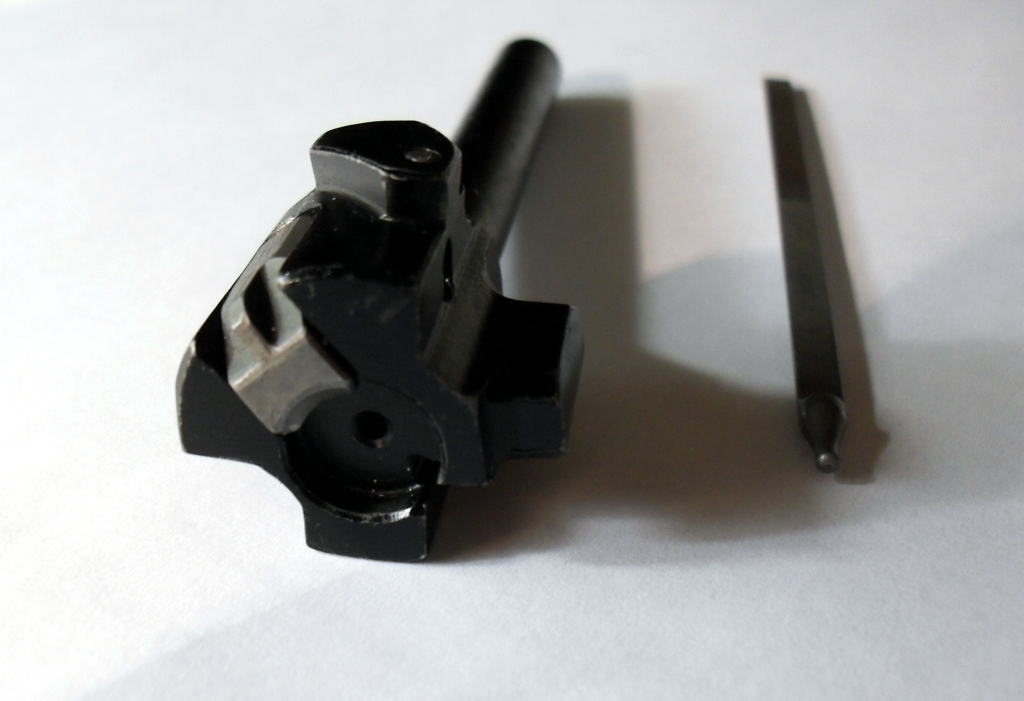
Поворотный затвор и ударник АК74

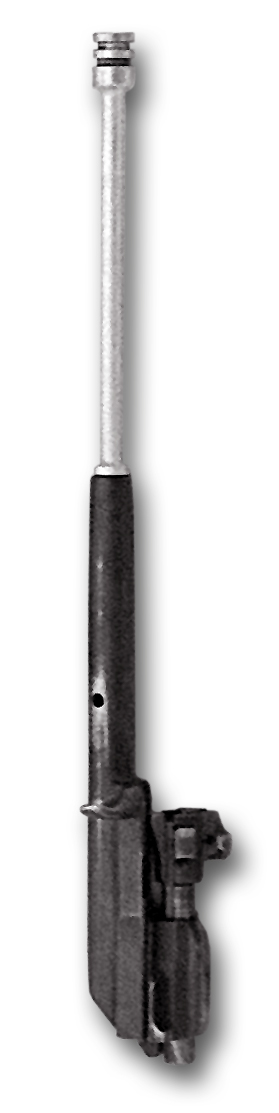
Затворная рама АК в сборе с затвором

Состоит из затворной рамы с газовым поршнем, непосредственно затвора, выбрасывателя и ударника.
Затворная группа расположена в ствольной коробке «вывешенно», перемещаясь по имеющимся в её верхней части направляющим выступам как по рельсам. Такое «вывешенное» положение подвижных деталей в ствольной коробке со сравнительно большими промежутками обеспечивает надёжную работу системы даже при сильной загрязнённости.
Затворная рама служит для приведения в действие затвора и ударно-спускового механизма. Она жёстко соединена со штоком газового поршня, на который непосредственно воздействует давление отводимых из ствола пороховых газов, обеспечивающее работу автоматики оружия. Рукоятка перезарядки оружия расположена справа и выполнена вместе с затворной рамой.
Затвор имеет близкую к цилиндрической форму и два массивных боевых выступа, которые при повороте затвора по часовой стрелке входят в специальные вырезы ствольной коробки, чем достигается запирание канала ствола перед выстрелом. Кроме того, затвор своим продольным движением осуществляет подачу очередного патрона из магазина перед выстрелом, для чего в его нижней части имеется выступ досылателя.
Также на затворе крепится механизм выбрасывателя, предназначенный для извлечения из патронника стреляной гильзы или патрона в случае осечки. Он состоит из выбрасывателя, его оси, пружины и шпильки-ограничителя.
Для возврата затворной группы в крайнее переднее положение служит возвратный механизм, состоящий из возвратной пружины (часто неверно именуемой «возвратно-боевой», видимо по аналогии с пистолетами-пулемётами, у которых таковая действительно имелась; на самом деле у АК имеется отдельная боевая пружина, приводящая в движение курок, и расположена она в УСМ оружия) и направляющей, которая состоит в свою очередь из направляющей трубки, входящего в неё направляющего стержня и муфты. Задний упор направляющего стержня возвратной пружины входит в паз ствольной коробки и служит защёлкой штампованной крышки ствольной коробки.
Масса подвижных частей АК — около 520 граммов. Благодаря мощному газовому двигателю, они приходят в крайне заднее положение с высокой скоростью порядка 3,5-4 м/с, что во многом и обеспечивает высокую безотказность работы оружия, но снижает кучность боя за счёт сильного сотрясения оружия и мощных ударов подвижных частей в крайних положениях.
Подвижные части АК-74 легче — затворная рама с затвором в сборе весит 477 граммов, из них 405 г приходится на затворную раму и 72 г — на затвор.
Наиболее лёгкие подвижные части в семействе АК — у укороченного АКС-74У: его затворная рама весит около 370 граммов (за счёт укорачивания штока газового поршня), а их совместная масса с затвором — около 440 граммов.

### Ударно-спусковой механизм
Куркового типа с вращающимся на оси курком и П-образной боевой пружиной, выполненной из тройной витой проволоки.
Спусковой механизм допускает ведение непрерывного (среднее положение переключателя) и одиночного (нижнее) огня. Единая поворотная деталь выполняет функции переключателя режимов огня (переводчика) и флажкового предохранителя двойного действия: в положении предохранения он запирает спусковой крючок, шептало одиночного и непрерывного огня и препятствует движению назад затворной рамы, частично перекрывая продольный паз между ствольной коробкой и её крышкой. При этом подвижные части можно отвести назад для проверки патронника, но их хода недостаточно для досылания следующего патрона в патронник.
Все детали автоматики и ударно-спускового механизма компактно собраны внутри ствольной коробки, играющей, таким образом, роль и ствольной коробки, и корпуса ударно-спускового механизма.
«Классический» УСМ АК-образного оружия имеет три оси, — для автоспуска, для курка и для спускового крючка. Гражданские варианты, не ведущие огонь очередями, обычно не имеют оси для автоспуска.

### Магазин

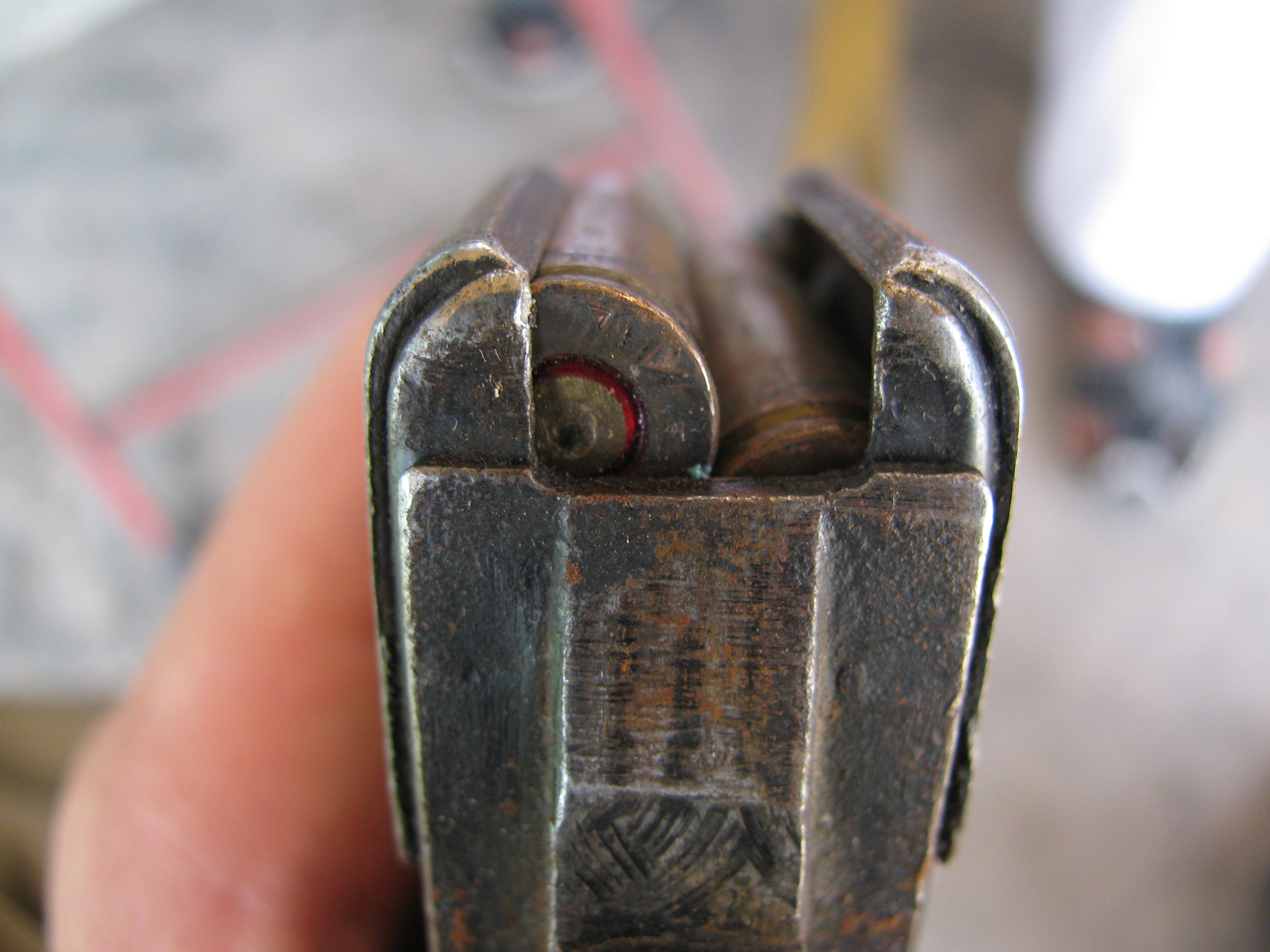
Толстые загибы в верхней части магазина удерживают патроны от выпадения

Магазин — коробчатый, секторного типа, двухрядный, на 30 патронов. Состоит из корпуса, стопорной планки, крышки, пружины и подавателя.
АК и АКМ имели магазины со штампованными стальными корпусами. Выпускались также пластмассовые магазины. Большая конусность гильзы 7,62-мм патрона обр. 1943 года обусловила большой изгиб магазина, ставший характерной чертой облика оружия. Для семейства АК74 был введён магазин из пластической массы (изначально — поликарбонат, затем — стеклонаполненный полиамид), только загибы («губки») в его верхней части остались металлическими.
Магазины АК отличаются высокой надёжностью подачи патронов даже при заполнении до максимума. Толстые металлические «губки» в верхней части даже пластиковых магазинов обеспечивают надёжную подачу и весьма живучи при грубом обращении — эту конструкцию впоследствии скопировал ряд зарубежных фирм для своей продукции.
Вышеприведённая характеристика относится только к случаю использования боевых патронов с пулями, имеющими заострённую носовую часть и цельнометаллическую оболочку, на которые оружие было рассчитано изначально; при использовании в гражданских вариантах системы Калашникова мягких охотничьих полуоболочечных пуль с округлым носком порой происходят осечки.
Помимо положенных к АК по штату для автомата 30-патронных магазинов, существуют также пулемётные, которые полностью взаимозаменяемы с автоматными: на 40 (секторный) или 75 (барабанного типа) патронов калибра 7,62 мм и на 45 патронов калибра 5,45 мм. Если же брать в расчёт также магазины иностранного производства, созданные для различных вариантов системы Калашникова (в том числе для рынка гражданского оружия), то количество различных вариантов магазинов составит как минимум несколько десятков, с ёмкостью от 10 до 100 патронов.
Узел крепления магазина характеризуется отсутствием выраженной горловины — магазин просто вставляется в окно ствольной коробки, зацепляясь выступом за его передний край, и фиксируется защёлкой.

### Прицельное приспособление

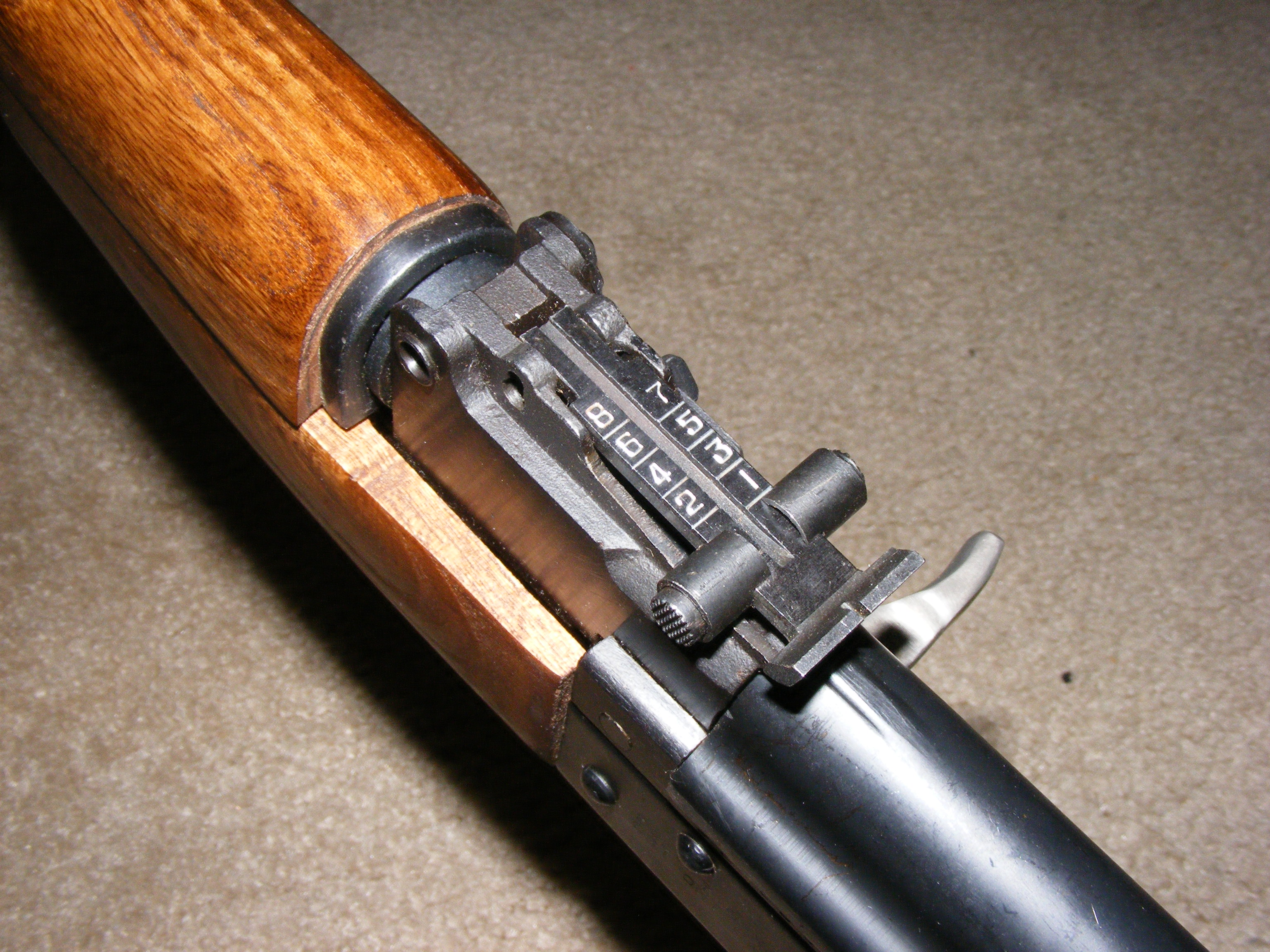
Прицел АК (или одной из зарубежных копий)

Прицельное приспособление АК состоит из прицела и мушки.
Прицел — секторного типа, с расположением прицельной колодки в средней части оружия. Прицел проградуирован до 800 м (начиная с АКМ — до 1000 м) с шагом 100 м, кроме того на нём имеется деление, обозначенное буквой «П», обозначающее постоянную установку прицела, соответствующая прицелу 3. Целик расположен на гривке прицела и имеет прорезь прямоугольной формы.
Мушка расположена у дульной части ствола, на массивном треугольном основании, «крыльями» которого она укрыта с боков. Во время приведения автомата к нормальному бою мушку можно ввинчивать/вывинчивать для повышения/понижения средней точки попадания, а также передвигать влево/вправо для отклонения средней точки попадания по горизонтали.
На некоторые модификации АК при необходимости возможна установка оптического или ночного прицела на боковом кронштейне.

### Штык-нож

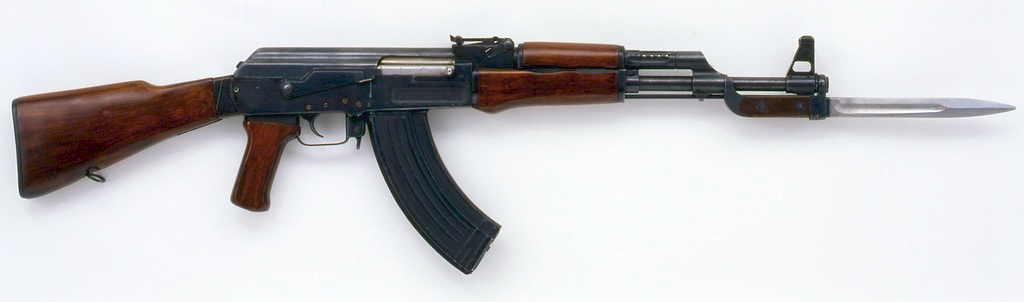
Штык примкнут к АК

Штык-нож предназначен для поражения противника в ближнем бою, для чего он может присоединяться к автомату, или использоваться в качестве ножа. Штык-нож надевается кольцом на муфту ствола, выступами крепится на газовой камо́ре, а защёлкой сцепляется с упором шомпола. Будучи отомкнутым от автомата, штык-нож носится в ножнах на поясном ремне.

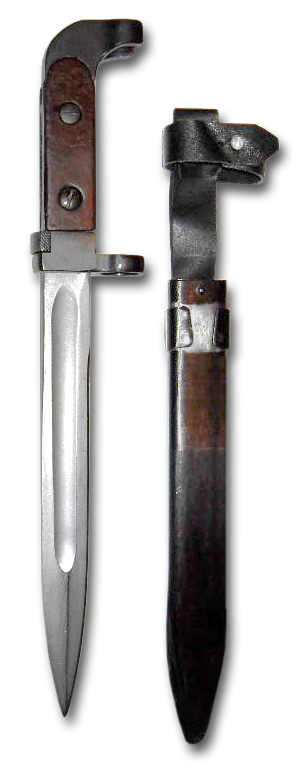
Клинковый штык 6Х2 к АК и АКМ
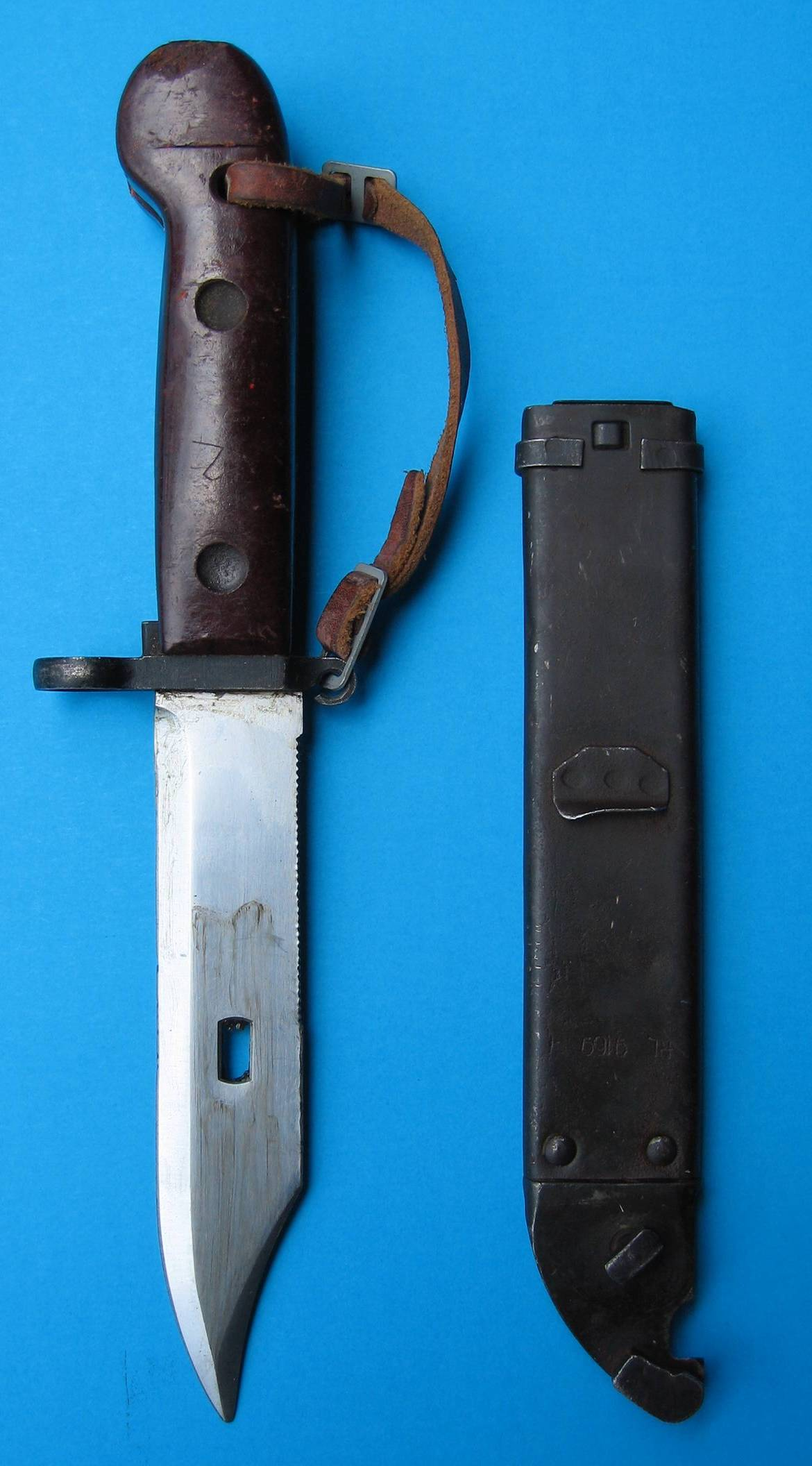
Штык-нож 6Х3 к АКМ образца 1959 года
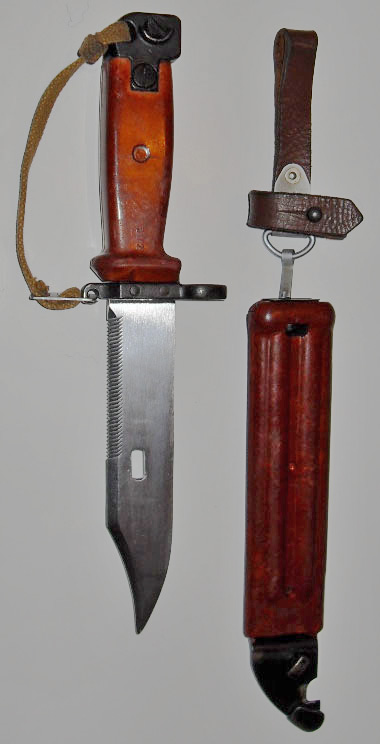
Штык-нож 6Х4 к АКМ и АК74

Изначально к АК был принят клинковый штык (длина клинка 200 мм), с двумя лезвиями и долом.
При принятии на вооружение АКМ был введён короткий (клинок 150 мм) отъёмный штык-нож (тип 1), имевший расширенную функциональность с точки зрения хозяйственно-бытового применения. Вместо второго лезвия он получил пилку, а в сочетании с ножнами мог использоваться для перерезания заграждений из колючей проволоки, в том числе находящейся под напряжением. Также верхняя часть рукоятки выполнена из металла. Штык может вставляться кольцом для крепления в ножны и использоваться как молоток. Существуют два различающихся преимущественно прибором варианта этого штыка.
Поздний вариант того же штыка (тип 2) используется и на оружии семейства АК74.
Качество металла, используемого в штык-ноже, несколько уступает зарубежным аналогам таких известных американских компаний как SOG, Cold Steel, Gerber.
Из иностранных вариантов китайский клон АК — Тип 56 — примечателен использованием несъёмного откидного игольчатого штыка.

### Принадлежности к автомату. Пенал
Предназначены для разборки, сборки, чистки и смазки автомата.
Состоит из шомпола, протирки, ёршика, отвёртки с выколоткой, пенала для хранения и маслёнки. Корпус и крышка пенала используются в качестве вспомогательных инструментов при чистке и смазке оружия.
Хранится в специальной полости внутри приклада, за исключением моделей со складным рамочным плечевым упором, у которых она носится в сумке для магазинов. Пенал встроен только в модели автоматов 1970-90-х годов.

### Принцип действия

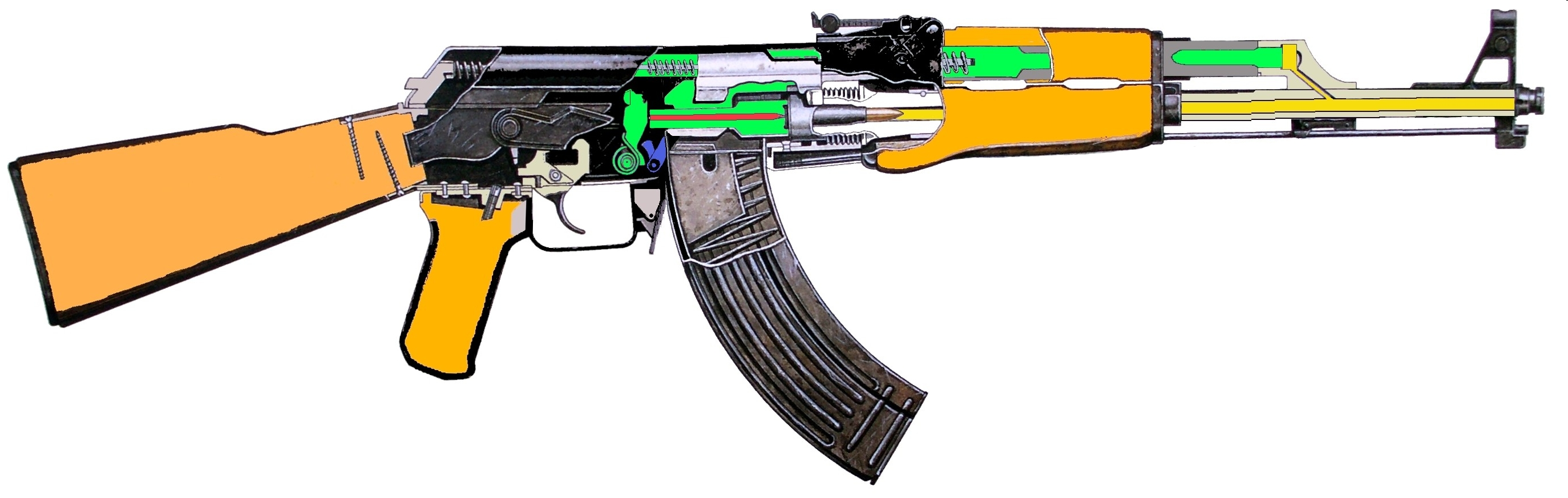

Принцип действия АК основан на использовании энергии пороховых газов, отводимых через верхнее отверстие в стенке ствола.
Перед выстрелом необходимо подать патрон в патронник ствола и привести механизм оружия в состояние готовности к выстрелу. Это осуществляется стрелком вручную путём оттягивания затворной рамы назад за установленную на ней рукоятку перезарядки («передёргивание затвора»).
После того, как затворная рама отойдёт назад на длину свободного хода, имеющийся на ней фигурный паз начинает взаимодействовать с ведущим выступом затвора, проворачивая его против часовой стрелки, при этом его боевые выступы выходят из-за боевых упоров ствольной коробки, что обеспечивает отпирание канала ствола. После этого затворная рама и затвор начинают двигаться совместно.

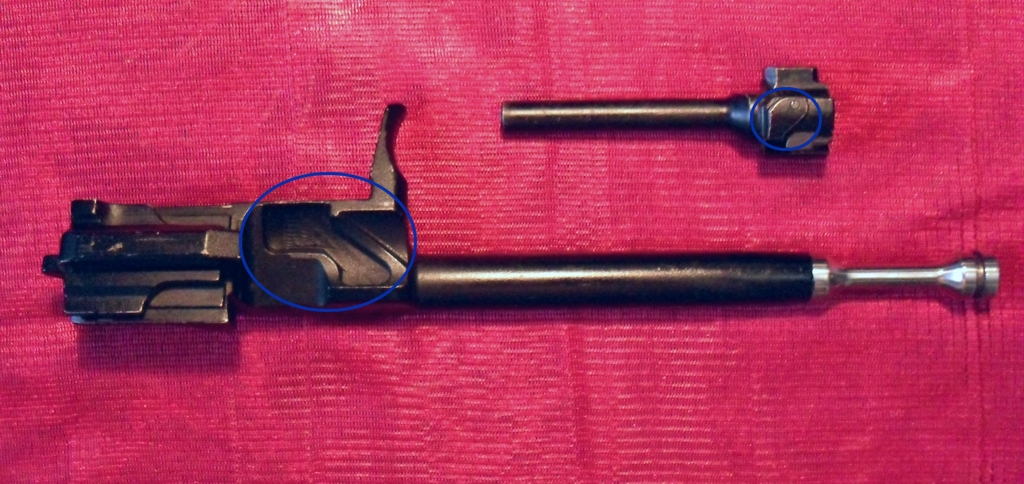
Затвор и затворная рама АКС74У. Синим выделены части, непосредственно осуществляющие запирание и отпирание ствола затвором — фигурный паз затворной рамы и ведущий выступ затвора

При ходе назад под действием руки стрелка затворная рама воздействует на поворотный курок, ставя его на шептало автоспуска. Курок удерживается на нём до прихода затворной рамы в крайнее переднее положение, где рама, воздействуя на перо автоспуска, разобщает курок с автоспуском. Далее курок встаёт на переднее шептало (при ручном «передергивании затвора»).
Одновременно возвратная пружина сжимается, накапливая энергию, и когда стрелок отпускает рукоятку, толкает затворную группу вперёд. При движении затворной группы вперёд под воздействием пружины выступ в нижней части затвора толкает верхний патрон в магазине за верхнюю часть донца гильзы, досылая его в патронник ствола.
Когда затвор приходит в крайнее переднее положение, он упирается в выступ вкладыша затвора и предварительно поворачивается на небольшой угол для того, чтоб выйти из взаимодействия со специальной площадкой фигурного паза. Затворная рама в это время всё ещё продолжает своё движение под действием пружины и силы инерции, при этом она действием фигурного паза на ведущий выступ затвора поворачивает затвор по часовой стрелке до угла в 37°, чем достигается запирание ствола затвором.
Во время своего оставшегося после запирания ствола свободного хода до крайнего переднего положения затворная рама отклоняет вперёд и вниз рычаг автоспуска, который выводит из зацепления с курком шептало автоспуска, после чего его удерживает во взведённом состоянии лишь основное шептало, выполненное как единое целое со спусковым крючком.
Теперь оружие готово к произведению выстрела.
При нажатии на спусковой крючок его шептало, удерживающее курок, освобождает его. Курок под действием боевой пружины проворачивается вокруг поперечной оси, с силой ударяя по ударнику, который передаёт удар на капсюль патрона, разбивая его и инициируя этим горение порохового состава в гильзе.
В момент выстрела в канале ствола быстро создаётся высокое давление пороховых газов. Они давят одновременно на пулю и на донце гильзы, а через него — на затвор. Но затвор заперт, то есть неподвижно соединён со ствольной коробкой, поэтому он остаётся неподвижным, а в движение приходят: пуля — с одной стороны, оружие в целом — с другой. Так как масса оружия в целом и пули различается во много раз, пуля движется при этом гораздо быстрее, перемещаясь в направлении дульного среза ствола и благодаря наличию в его канале нарезов приобретая правое вращательное движение для стабилизации в полёте. Движение же оружия воспринимается стрелком как его отдача (одна из её составляющих).
Когда пуля минует газоотводное отверстие, через него в газовую камо́ру устремляются пороховые газы под большим давлением. Они давят на поршень на штоке, жёстко связанном с затворной рамой, толкая его назад. После того как поршень проходит определённое расстояние (порядка 25 мм), он минует специальные отверстия в газоотводной трубке, через которые пороховые газы стравливаются в атмосферу (стравливается часть газов, остальные попадают в ствольную коробку или утекают через ствол).
Затворная рама, как и при ручной перезарядке, вместе с поршнем отходит назад на величину свободного хода, после чего поворачивает затвор, который отпирает ствол. К тому моменту, когда ствол отпирается, пуля уже покинет ствол, и давление в его канале становится достаточно низким, чтобы отпирание канала ствола было безопасным для оружия и стрелка.
После отпирания ствола затвор вместе с затворной рамой энергично начинают отходить назад под воздействием двух сил: остаточного давления в канале ствола (близкого к атмосферному), воздействующего на донце гильзы до её выхода из патронника, и через неё — на затвор, и инерции затворной рамы и соединённого с ней газоотводного поршня.
При этом стреляная гильза удаляется из оружия за счёт энергичного удара её донца о выступ отражателя, жёстко закреплённого на ствольной коробке, который сообщает ей быстрое движение вправо-вверх-вперед.
После этого затворная рама с затвором продолжают отходить назад до крайнего заднего положения, после чего под действием возвратной пружины возвращаются в крайнее переднее положение. При этом, точно так же, как при ручной перезарядке (в зависимости от того, ведётся одиночная стрельба или стрельба очередью — имеются особенности в работе шептал), происходит взведение курка и досылание очередного патрона из магазина в патронник, а после этого — запирание канала ствола.
Последующие события зависят от того, в каком положении находится переводчик огня и нажат ли спусковой крючок.
Если спусковой крючок отпущен, подвижные части оружия останавливаются в крайнем переднем положении; оружие перезаряжено, находится на боевом взводе и готово к новому выстрелу.
Если спусковой крючок нажат, а переводчик находится в положении АВ (автоматическая стрельба), в момент прихода подвижных частей оружия в крайне переднее положение автоспуск освободит курок, и далее всё происходит точно так же, как описано выше для одного выстрела, до тех пор, пока стрелок не снимет палец со спускового крючка, или в магазине не закончатся патроны.
Если спусковой крючок нажат, а переводчик находится в положении ОД (стрельба одиночными), то после прихода подвижных частей оружия в крайне переднее положение и срабатывание автоспуска курок останется на боевом взводе, удерживаемый шепталом одиночного огня, и будет оставаться на нём, пока стрелок не отпустит и вновь не нажмёт на спусковой крючок.
При стрельбе из автомата, особенно при применении некачественных патронов и большом загрязнении оружия, возможны задержки, вызванные осечками (недостаток энергии для накола капсюля — «ненакол капсюля») или нарушением подачи патронов (утыкания и перекосы — чаще всего неисправности закраин магазина). Устраняются они стрелком при помощи перезарядки оружия вручную за рукоятку, что позволяет в большинстве случаев удалить из оружия осечный или перекошенный при подаче патрон. Более серьёзные причины задержки при стрельбе, вроде неизвлечения гильзы или её разрыва, устраняются сложнее, но встречаются крайне редко и лишь при использовании низкокачественных, бракованных или повреждённых при хранении патронов.

## Кучность боя и эффективность огня
Кучность боя изначально не была сильной стороной АК. Уже во время войсковых испытаний его опытных экземпляров было отмечено, что, при наибольшей из представленных на конкурс систем надёжности, требуемой условиями кучности конструкция Калашникова не обеспечивала (как и все представленные конструкции в той или иной мере). Таким образом, по этому параметру даже по меркам середины 1940-х годов АК явно не был выдающимся образцом. Тем не менее, надёжность (вообще здесь надёжность — комплекс эксплуатационных характеристик: безотказность, настрел до получения отказов, гарантированный ресурс, действительный ресурс, ресурс отдельных деталей и узлов, сохраняемость, механическая прочность и т. п, по коим автомат, к слову, лучший и сейчас) была признана в то время первостепенной, а доводку кучности до требуемых параметров было решено отложить на будущее.
| Дальность стрельбы, м | Для первых пуль, см | Для первых пуль, см | Для последующих пуль, см | Для последующих пуль, см | Для последующих пуль, см | Для последующих пуль, см | Для последующих пуль, см | Для последующих пуль, см | Энергия пули, Дж |
| Дальность стрельбы, м | Для первых пуль, см | Для первых пуль, см | пуль                     | пуль                     | средних точек попадания  | средних точек попадания  | суммарного рассеивания   | суммарного рассеивания   | Энергия пули, Дж |
| Дальность стрельбы, м | по высоте           | боковое             | по высоте                | боковое                  | по высоте                | боковое                  | по высоте                | боковое                  | Энергия пули, Дж |
| --------------------- | ------------------- | ------------------- | ------------------------ | ------------------------ | ------------------------ | ------------------------ | ------------------------ | ------------------------ | ---------------- |
| 100                   | 8                   | 4                   | 9                        | 11                       | 7                        | 5                        | 11                       | 12                       | 1540             |
| 200                   | 11                  | 8                   | 18                       | 22                       | 14                       | 10                       | 23                       | 34                       | 1147             |
| 300                   | 17                  | 12                  | 27                       | 33                       | 21                       | 15                       | 34                       | 36                       | 843              |
| 400                   | 23                  | 16                  | 37                       | 44                       | 28                       | 20                       | 46                       | 48                       | 618              |
| 500                   | 29                  | 20                  | 46                       | 56                       | 35                       | 25                       | 58                       | 61                       | 461              |
| 600                   | 35                  | 24                  | 56                       | 67                       | 42                       | 30                       | 70                       | 73                       | 363              |
| 700                   | 42                  | 29                  | 66                       | 78                       | 49                       | 35                       | 82                       | 86                       | 314              |
| 800                   | 49                  | 34                  | 76                       | 89                       | 56                       | 40                       | 94                       | 98                       | 284              |

Срединное отклонение — половина ширины центральной полосы рассеивания, вмещающей 50 % всех попаданий.
Дальнейшие модернизации оружия, такие как введение различных дульных компенсаторов и переход на малоимпульсный патрон, действительно положительно повлияли на точность (и кучность) стрельбы из автомата. Так, у АКМ суммарное срединное отклонение на дальности 800 м составляет уже 64 см (вертикальное) и 90 см (по ширине), а у АК74 — 48 см (вертикальное) и 64 см (по ширине).
Следующим этапом в улучшении этого показателя стала разработка моделей АК-107/АК-108 со сбалансированной автоматикой (см. ниже), тем не менее судьба этого варианта АК до сих пор не ясна.
Дальность прямого выстрела по грудной фигуре — 350 м.
АК позволяет поражать одной пулей следующие цели (для лучших стрелков, лёжа с упора, одиночным огнём):
- головная фигура — 100 м;
- поясная фигура и бегущая фигура — 300 м;

Для поражения цели типа «бегущая фигура» на расстоянии 800 м в тех же условиях требуется при стрельбе одиночным огнём — 4 патрона, при стрельбе короткими очередями — 9 патронов.
Данные результаты были получены при стрельбах на полигоне, в условиях, весьма отличных от реальных боевых (однако методику испытаний создавали люди профессионально-военные, что предполагает доверие к их выводам).

## Сборка и разборка

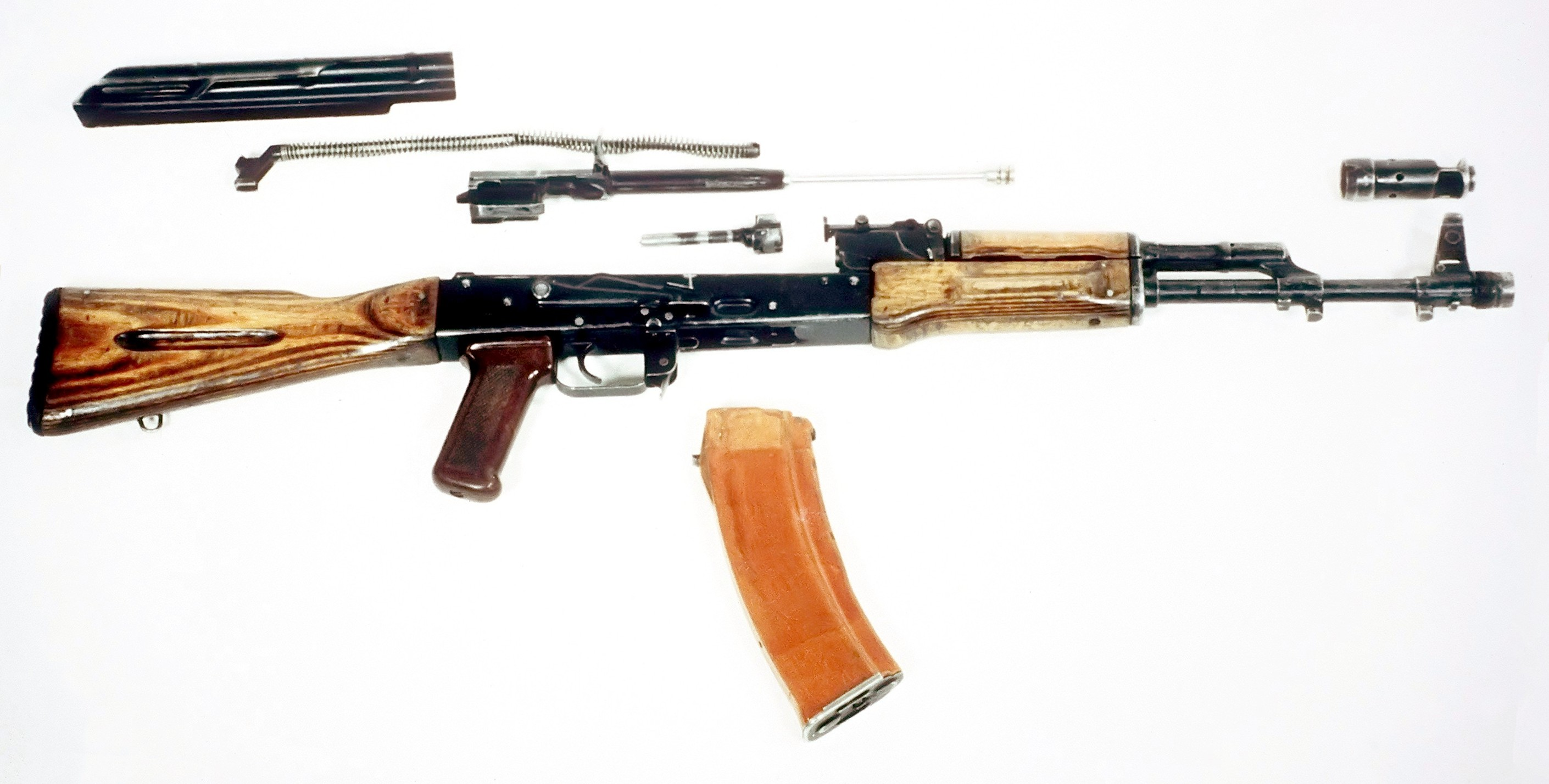
Неполная разборка АК-74

Неполная разборка автомата производится для чистки, смазки и осмотра в следующем порядке: 1. отделение магазина и проверка отсутствия патрона в патроннике; 2. извлечение пенала с принадлежностью (у АК — из приклада, у АКС — из кармана сумки для магазинов); 3. отделение шомпола; 4. отделение крышки ствольной коробки; 5. извлечение возвратного механизма; 6. отделение затворной рамы с затвором; 7. отделение затвора от затворной рамы; 8. отделение газовой трубки со ствольной накладкой.
Сборка после неполной разборки производится в обратном порядке.
Сборка/разборка массо-габаритного макета АК входит в школьный курс НВП (начальной военной подготовки), а позднее ОБЖ, при этом на разборку и сборку отводится соответственно:
- оценка «отлично» — 18 и 30 секунд,
- «хорошо» — 30 и 35 секунд,
- «удовлетворительно» — 35 и 40 секунд.

Армейский норматив составляет — 15 и 25 секунд соответственно.

## Семейство АК
| Название        | Страна | Патрон   | Длина, мм с прикладом/без приклада | Длина ствола, мм | Масса, кг (без патронов) | Темп стрельбы, выстрелов в минуту | Прицельная дальность, м | Начальная скорость пули, м/с |
| --------------- | ------ | -------- | ---------------------------------- | ---------------- | ------------------------ | --------------------------------- | ----------------------- | ---------------------------- |
| АК              | СССР   | 7,62×39  | 870                                | 415              | 4,3                      | 600                               | 800                     | 710                          |
| АКМ             | СССР   | 7,62×39  | 880                                | 415              | 3,1                      | 600                               | 1000                    | 715                          |
| РПК             | СССР   | 7,62×39  | 1040/820                           | 590              | 5,0/5,6                  | 600                               | 1000                    | 745                          |
| СВК (2 вариант) | СССР   | 7,62×54R | 1100                               | 600              | 4,0                      | —                                 | 1000                    | —                            |
| ПК              | СССР   | 7,62×54R | 1173                               | 605              | 9,0                      | 650                               | 1500                    | 825                          |
| АК-74           | СССР   | 5,45×39  | 940                                | 415              | 3,3                      | 600                               | 1000                    | 900                          |
| АК-74М          | Россия | 5,45×39  | 943/705                            | 415              | 3,6                      | 650                               | 1000                    | 900                          |
| РПК-74          | СССР   | 5,45×39  | 1060                               | 590              | 5,0                      | 600                               | 1000                    | 960                          |
| АКС-74У         | СССР   | 5,45×39  | 730/490                            | 206,5            | 2,7                      | 700                               | 500                     | 735                          |
| АК-101          | Россия | 5,56×45  | 943/700                            | 415              | 3,6                      | 600                               | 1000                    | 910                          |
| АК-102          | Россия | 5,56×45  | 824/586                            | 314              | 3,2                      | 600                               | 500                     | 850                          |
| АК-103          | Россия | 7,62×39  | 943/705                            | 415              | 3,6                      | 600                               | 1000                    | 715                          |
| АК-104          | Россия | 7,62×39  | 824/586                            | 314              | 3,1                      | 600                               | 500                     | 670                          |
| АК-105          | Россия | 5,45×39  | 824/586                            | 314              | 3,2                      | 600                               | 500                     | 840                          |
| АК-107          | Россия | 5,45×39  | 943/700                            | 415              | 3,8                      | 850                               | 1000                    | 900                          |
| АК-108          | Россия | 5,56×45  | 943/700                            | 415              | 3,8                      | 900                               | 1000                    | 910                          |
| АК-109          | Россия | 7,62×39  | 943/700                            | 415              | 3,8                      | 900                               | 1000                    | 750                          |
| АК-9            | Россия | 9×39     | 705/465                            | 200              | 3,1                      | 600                               | 400                     | 290 (СП-5) / 305 (СП-6)      |
| АК-12           | Россия | 5,45×39  | 940/730                            | 415              | 3,2                      | 700/1000                          | 1100                    | 900                          |
| AK-15           | Россия | 7,62×39  | 862/922                            | 415              | 3,7                      | 700                               | 1100                    | 715                          |
| АК-308          | Россия | 7,62×51  | 943/880                            | 415              | 4,3                      | 600                               | 1000                    | 715                          |

### АКС

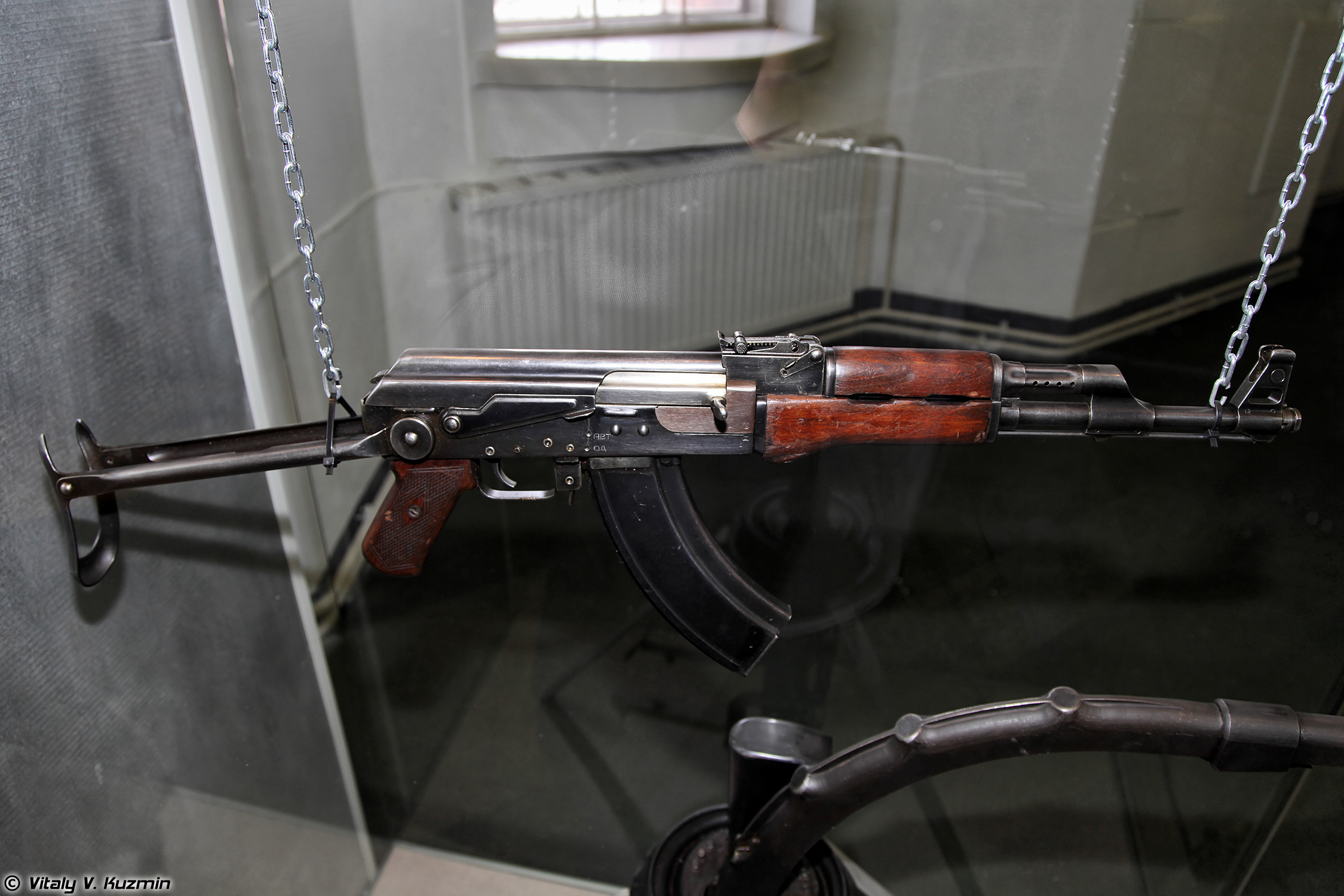
АКС

АКС (индекс ГРАУ — 56-А-212М) — вариант АК со складывающимся вниз под цевьё металлическим прикладом, предназначавшийся для воздушно-десантных войск. Принят на вооружение одновременно с АК в 1949 году. Первоначально выпускался со штампованной ствольной коробкой, а с 1951 года — фрезерованной из-за высокого процента брака при штамповке.

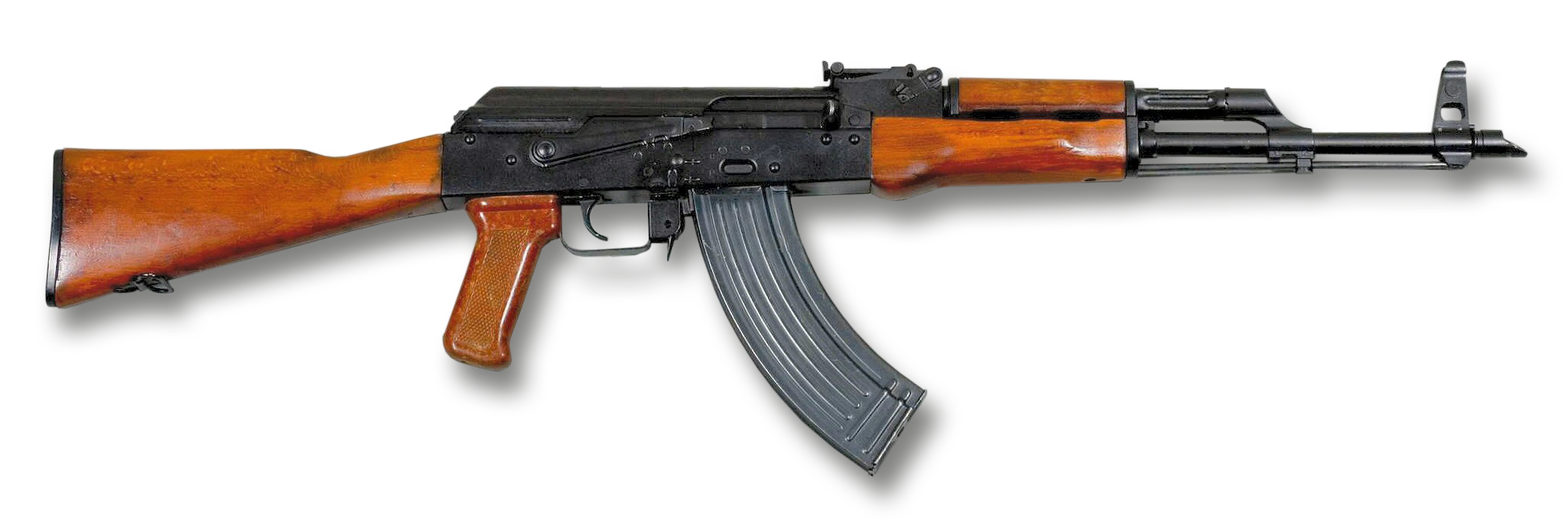
Автомат Калашникова Модернизированный

### АКМ
АКМ (Автомат Калашникова модернизированный, индекс ГРАУ — 6П1). Принят на вооружение в 1959 году.
Начиная с этой модели у всех автоматов семейства АК приподнят приклад для приближения точки упора к линии стрельбы.
Прицельная дальность АКМ увеличена до 1000 м, уменьшена масса оружия, внесены изменения, направленные на повышение надёжности и удобства эксплуатации.

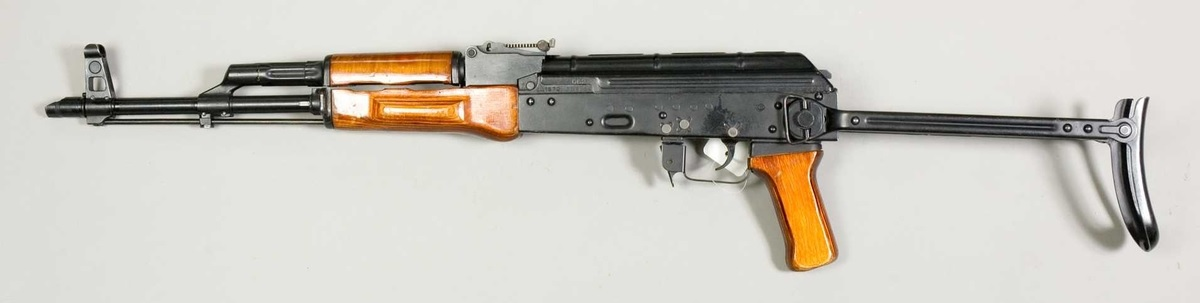
АКМС без магазина

Ствольная коробка АКМ штампованная. Внесены изменения в ударно-спусковой механизм — добавлен замедлитель срабатывания курка, благодаря которому спуск курка при автоматической стрельбе происходит на несколько миллисекунд позже. Эта задержка практически не влияет на темп стрельбы, она лишь позволяет затворной раме стабилизироваться в крайнем переднем положении перед очередным выстрелом. Улучшения положительно сказались на кучности, особенно сильно (практически на треть) уменьшилось рассеивание по вертикали.

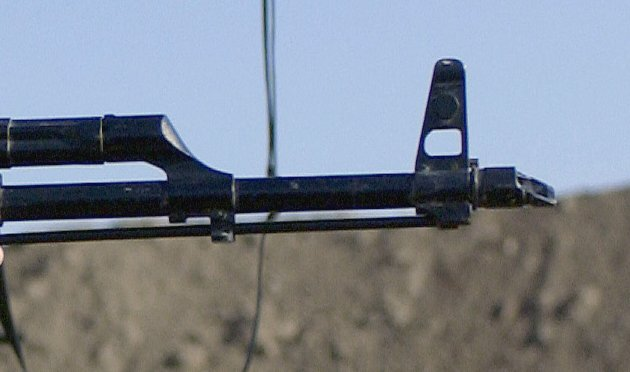
Дульный компенсатор АКМ

Дульная часть ствола оружия имеет резьбу, на которую устанавливается съёмный дульный компенсатор в виде лепестка (так называемый «лотковый компенсатор»), предназначенный для компенсации «увода» точки прицеливания вверх-вправо при стрельбе очередями за счёт использования давления вырывающихся из ствола пороховых газов на нижний выступ компенсатора. На эту же резьбу вместо компенсатора могут устанавливаться глушители ПБС или ПБС-1, для использования которых необходимо применять патроны 7,62УС с дозвуковой начальной скоростью пули. Также на АКМ появилась возможность установки подствольного гранатомёта ГП-25 «Костёр».
- АКМС (индекс ГРАУ — 6П4) — вариант АКМ со складным вниз металлическим прикладом. Предназначен для десантников[22].
- АКМН (6П1Н) — вариант с ночным прицелом.

- АКМСН (6П4Н) — модификация АКМН со складным вниз металлическим прикладом.

### АК74

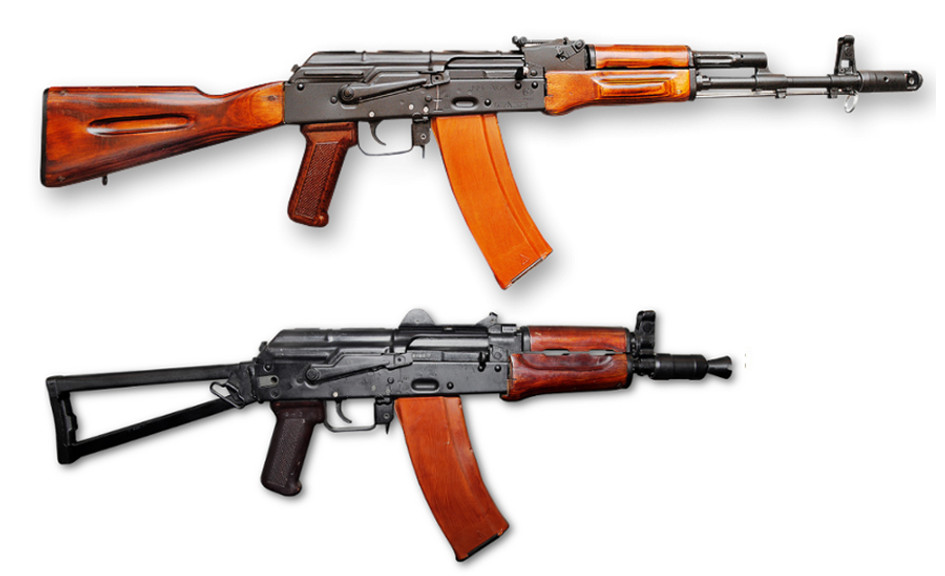
АК-74 и АКС-74У

АК74 (индекс ГРАУ — 6П20) — дальнейшая модернизация автомата. Использует патроны калибра 5,45 мм, был принят на вооружение в 1974 году вместе с комплексом оружия на его базе. Изменилась технология производства автоматов: большее число деталей стало выполняться из литых заготовок по выплавляемым моделям, однако сохранилась значительная унификация с АКМ. Также был установлен новый дульный тормоз-компенсатор, что вместе со снизившимся импульсом отдачи позитивно сказалось на кучности стрельбы. Со временем вносились изменения в автомат: так, поздние образцы имели пластмассовую фурнитуру вместо деревянной у ранних.

Однако, несмотря на повышение некоторых характеристик оружия, многие профессиональные военные продолжают считать, что АКМ по сумме боевых качеств является лучшим представителем линейки автоматов Калашникова.

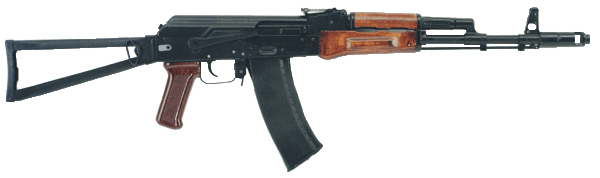
AKC74

Из недостатков 5,45-мм модификаций называется склонность пуль этого калибра (свойственная и ранним образцам патрона НАТО калибра 5,56 мм) к рикошету при встрече даже с лёгкими и непрочными препятствиями, а также — более низкая пробивная способность (хотя считается, что такие пули наносят более тяжёлые ранения). Кроме того, является спорным вопрос об останавливающем действии пуль калибра 5,45 мм. Сторонники малокалиберного патрона, однако, утверждают, что достаточно сильное останавливающее действие достигается за счёт более высокой скорости пули, чем у патрона калибра 7,62 мм, и неустойчивости малокалиберной пули в раневом канале. В целом считалось, что переход на пули калибра 5,45 мм был вызван осмыслением опыта войны во Вьетнаме. В частности, тем, что пули калибра 5,45 мм меньше убивают, но больше ранят солдат противника, а раненый выводит из боя не только себя, но сразу несколько военнослужащих, вынужденных заниматься спасением и транспортировкой раненого товарища. В целом вопрос о превосходстве 7,62-мм или 5,45-мм автомата Калашникова все ещё остаётся открытым и вызывает многочисленные дискуссии среди любителей и профессионалов.
- АКС74 — вариант для ВДВ и морской пехоты со складным влево рамочным металлическим прикладом[30];
- АК74Н и АКС74Н — «ночные» варианты АК74 и АКС74, соответственно (имели планку для установки ночного инфракрасного прицела)[30];
- АК74М — модернизация АК74, заменил собой АК74, АКС74 и ночные варианты[31]. Складывающийся влево полимерный приклад.
- АКС74У— укороченный вариант со складным влево рамочным прикладом[32].

### «Сотая серия»

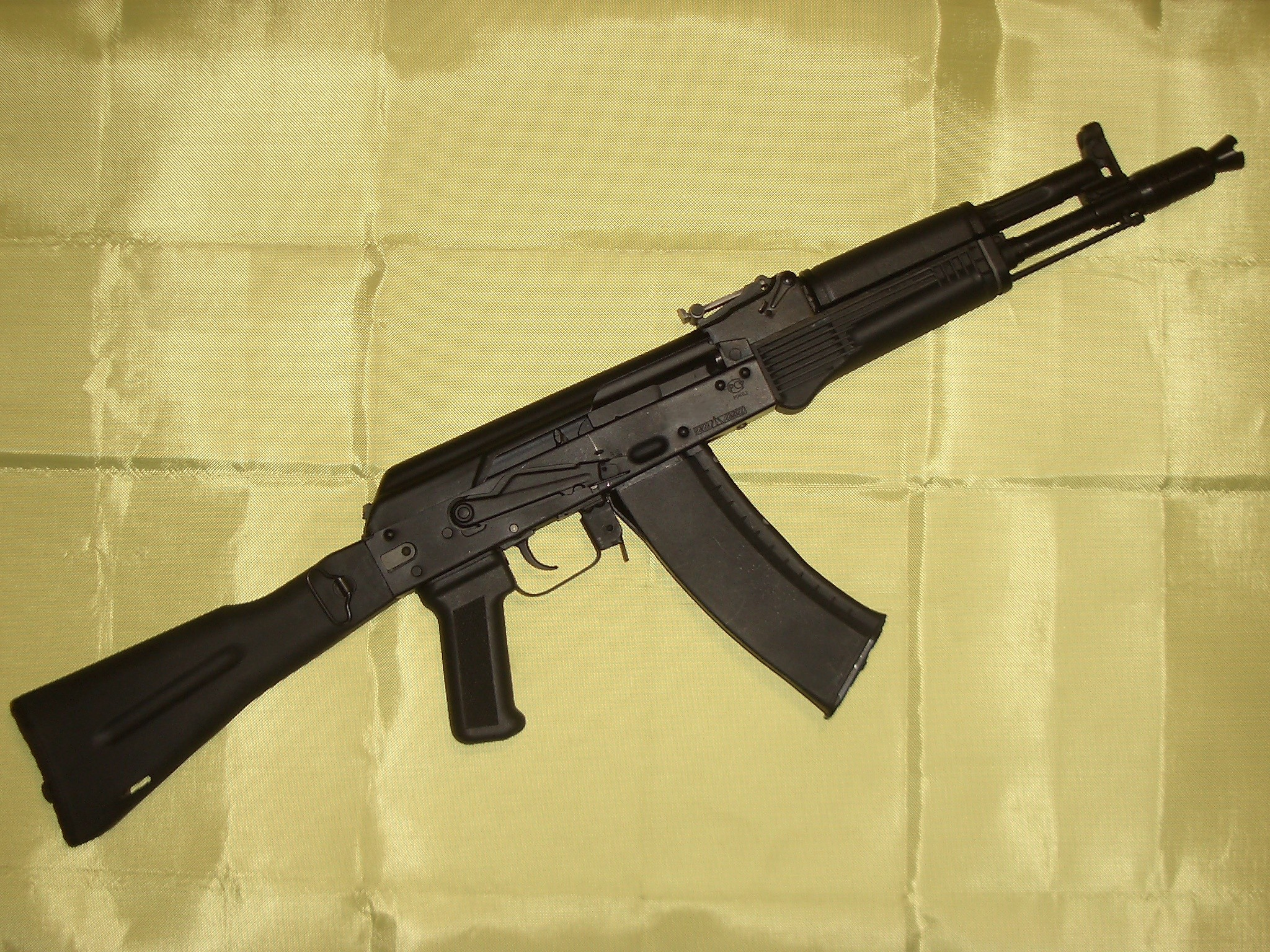
АК-105

В середине 1990-х годов появилась новая серия автомата, получившая название «Серия 100». Модели этой серии продаются на экспорт, а также находятся на вооружении МВД. За основу серии был взят АК-74М, конкретные модели различаются калибрами (5,45×39 мм для АК-105 и АК-107; 5,56×45 мм НАТО для АК-101, АК-102, АК-108; 7,62×39 мм для АК-103, АК-104, АК-109), укороченным стволом (AK-102, AK-104, АК-105), сбалансированной системой автоматики (АК-107 АК-108 и АК-109) . Характерной чертой всех автоматов 100-й серии являются пластиковые цевьё и приклад чёрного цвета.

#### Модели со сбалансированной автоматикой
В автоматах АК-107, АК-108 и АК-109 применена модифицированная схема автоматики — безударная с разделёнными массами. Несмотря на большое внешнее сходство и широкую унификацию с АК74, на самом деле это весьма отличное от него по устройству и принципу действия оружие, базирующееся на более ранних (созданных в 1960-х — 1970-х годах) разработках ижевского конструктора Юрия Александрова (АЛ-4 и АЛ-7).
В этой схеме автомат имеет два газовых поршня со штоками, движущимися навстречу друг другу. Основной поршень соединён, как и в обычном АК, с затворной рамой, и приводит в действие автоматику перезарядки; дополнительный — перемещает расположенный над затворной группой массивный компенсатор, движение и удар которого о расположенную в районе основания мушки площадку компенсируют импульс затворной группы. Движение поршней синхронизировано при помощи реечно-шестерёнчатого механизма, чтобы удары происходили строго в один момент времени.
Это, в сочетании с уменьшенным выбегом затворной группы, позволяет в значительной степени устранить тряску автомата от перемещения его подвижных частей, что повышает кучность автоматической стрельбы, в особенности — из неустойчивых положений, в 1,5—2 раза.

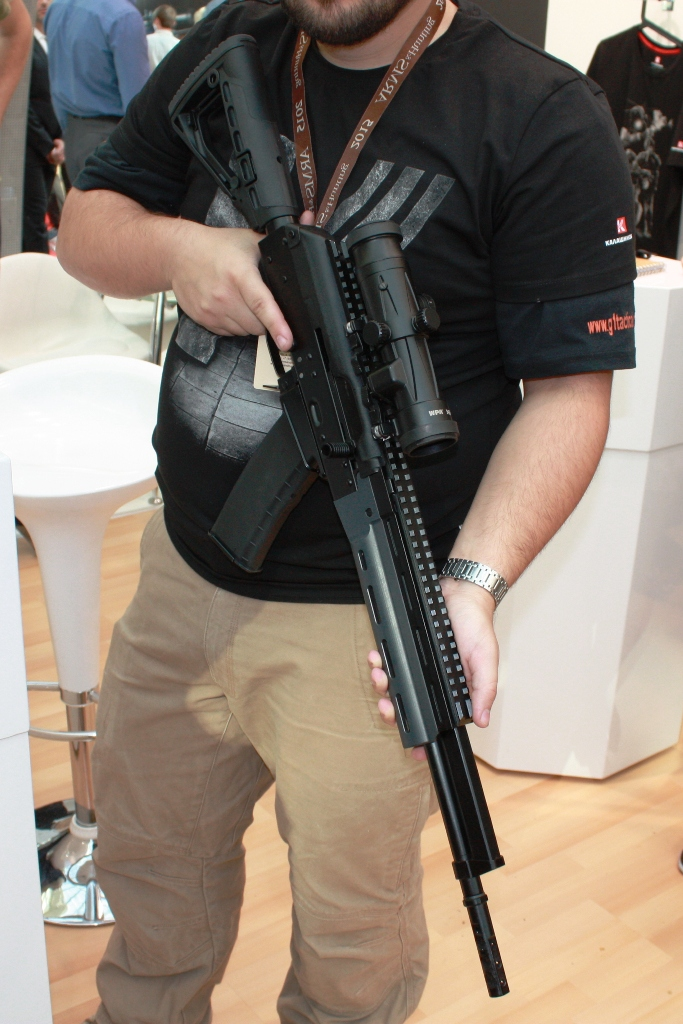
Saiga MK-107

Кроме того, АК-107, АК-108 и АК-109 отличаются от базовой модели более высоким темпом стрельбы (до 850—900 выстрелов в минуту) и наличием в УСМ режима стрельбы фиксированными очередями по 3 патрона, причём не вместо, а в дополнение к также имеющемуся «классическому» режиму автоматического огня.
Построенные по такой схеме автоматы могут успешно конкурировать по меткости автоматического огня с конструктивно намного более сложным АН-94 лафетной схемы (уступая, однако, ему по кучности стрельбы фиксированными очередями из 2 выстрелов) и очень близким к АК по конструкции АЕК-971, также использующим сбалансированную автоматику.
В настоящее время судьба этого семейства не вполне ясна. Информации о принятии его на вооружение или закупках какими либо силовыми структурами нет. По имеющейся информации, перспективный АК «серии 200» сбалансированной автоматики не имеет. Некоторые источники отмечали обнаружившиеся проблемы с выкрашиванием деталей реечного механизма синхронизатора при большом настреле.
В то же время Концерн Калашников уже несколько лет анонсирует выход на рынок гражданского оружия нового полуавтоматического карабина (Сайга Мк-107) построенного по схеме Ак 107 со сбалансированной автоматикой, различные прототипы этих карабинов не раз демонстрировались на оружейных выставках как в России, так и за её пределами. В серийное производство запущены с весны 2018 года под коммерческим названием Kalashnikov SR1.

### «Двухсотая серия»
В 2009 году генеральный директор компании «Рособоронэкспорт» Анатолий Исайкин объявил о разработке новой модели «Калашниковых», которая должна будет заменить «сотую серию». При этом, по словам Владимира Гродецкого, оружие 200-й серии будет отличаться от предыдущего поколения автоматов на 40—50 % по эффективности применения.
25 ноября 2009 года на встрече с представителями республиканских и российских СМИ генеральный директор ОАО «Ижевский машиностроительный завод» Гродецкий Владимир Павлович заявил:
Сейчас мы работаем над дальнейшим развитием АК — это будет уже «двухсотая» серия. Она будет отличаться в частности, другим стволом, и используемым патроном. Сейчас стоит задача превысить все характеристики, которые имеет натовский патрон 5,56×45. По классификации НАТО, автомат приравнивается к карабинам, но, несмотря на это, наш автомат не уступает штурмовой винтовке НАТО. Сейчас стоит задача её превзойти. В «двухсотой» серии мы эту задачу постараемся реализовать.
25 мая 2010 года Гродецкий заявил Интерфаксу о том, что государственные испытания нового автомата Калашникова 200-й серии начнутся в 2011 году. По их итогам может быть принято решение о поставке автомата в войска. Также он сообщил, что новая модель будет основываться на базе АК-74М, причём на новом автомате появилась планка для крепления дополнительного оборудования — прицелов, лазерных целеуказателей и фонарика, что ощутимо увеличило вес нового автомата: 3,8 кг против 3,3 кг у предшественника. Кроме того, магазин АК 200-й серии будет более вместительным — на 30, 50 или 60 патронов против 30 у АК-74М. Немного позднее в этот же день (25 мая 2010 года) вице-премьер России Сергей Иванов заявил о том, что Министерство внутренних дел и Федеральная служба безопасности России начали покупать новый автомат Калашникова 200-й серии, при этом добавил, что Министерство обороны решение о покупке нового стрелкового оружия пока не приняло.
27 апреля 2012 года «Ижмаш» опроверг существование автомата Калашникова «двухсотой серии».
В мае 2010 года вице-премьер России Сергей Иванов, курировавший оборонно-промышленный комплекс, заявил, что МВД и ФСБ уже приступили к закупкам автомата Калашникова «двухсотой серии». Тогда же сообщалось, что новый автомат сделан на базе АК-74М и отличается от него увеличенной массой, большей вместимостью магазина и наличием планок для установки прицелов, фонарика и лазерного целеуказателя.
Бывший директор «Ижевского машиностроительного завода» Владимир Гродецкий, в свою очередь, заявлял, что «двухсотую серию» автомата Калашникова планировалось отправить на госиспытания в 2011 году для дальнейшей передачи в войска. Как рассказал в интервью «Ленте.ру» Максим Кузюк, в настоящее время силовые ведомства заказывают у «Ижмаша» АК «сотой серии». Конкретные модели глава предприятия называть не стал.
По словам Кузюка, «Ижмаш» делает упор на разработку нового автомата, получившего обозначение АК-12. «Это уже реальный образец, из которого мы стреляем, в том числе стреляют представители силовых ведомств. Они к нам на завод приезжают, и на нашей испытательной станции уже произошли отстрелы с участием как раз представителей различных спецподразделений. Мы получили и конструктивную обратную связь, что можно улучшить, и очень положительные отзывы», — пояснил Кузюк.
Сборку первого прототипа АК-12 «Ижмаш» завершил в январе 2012 года. Как сообщалось, на базе новой платформы планируется создать широкий спектр стрелкового оружия, включая снайперскую винтовку для замены СВД.

### АК-9
АК-9 — бесшумный вариант, созданный на базе «сотой серии». Аналогично АС «Вал» использует патроны 9×39 мм. А также оснащён креплениями для целеуказателей для всех видов прицелов.

### АК-12
Новый автомат АК-12 (Автомат Калашникова образца 2012 года), главным конструктором которого является Владимир Злобин, представляет собой перспективную разработку концерна ИЖМАШ. Главной особенностью нового автомата АК-12 является повышенная эргономичность оружия в сравнении со своими предшественниками — АК-74, АК-74М, АКМ. Кроме эргономики, проведённые работы повысили кучность стрельбы, надёжность работы и служебный ресурс автомата. Основным калибром нового автомата АК-12 останется 5,45×39 мм. Однако, по планам производителя АК-12 может выпускаться как под отечественные и иностранные патроны промежуточного калибра 5,45×39 мм, 5,56×45 мм и 6,5×39 мм Grendel, 7,62×39 мм, так и под винтовочный 7,62×51 мм. Главным конструктивным изменением является смещение массы затворной группы.
По итогам государственных испытаний 2015 года производитель АК-12 в калибрах 5,45 мм и 7,62 мм получил ряд рекомендаций, в результате чего конструкцию АК-12 доработали в целях совершенствования технологичности производства и устранения выявленных недостатков под руководством нового главного конструктора Сергея Уржумцева. В процессе конструкторских работ вариант калибра 7,62 мм получил наименование АК-15. В сентябре 2016 года Концерн «Калашников» в рамках выставки «Армия-2016» продемонстрировал обновлённые АК-12 и АК-15, имеющие значительные отличия от старой версии АК-12, представленной публике в 2015 году. К примеру, в отличие от АК-12 образца 2014 года, АК-12 и АК-15 образца 2016 года не имеют затворной задержки, переставной рукоятки затворной рамы и удобного в использовании двухстороннего переводчика-предохранителя над пистолетной рукояткой. На выставке «Армия-2017» были показаны опытные образцы АК-12К и АК-15К, представляющие собой укороченные версии АК-12 и АК-15 образца 2016 года.

### Гражданские варианты

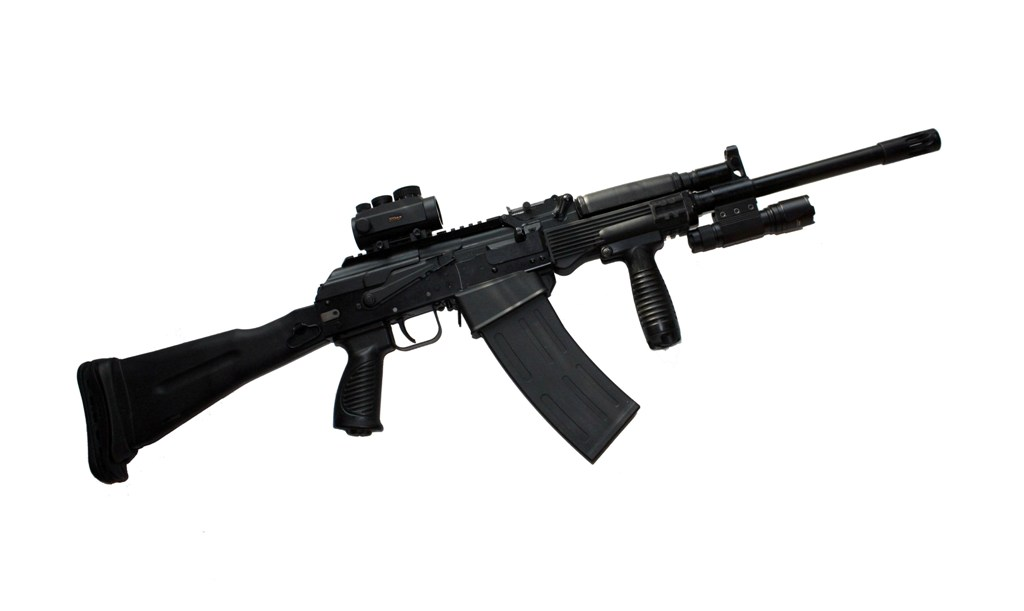
Гладкоствольное ружьё Сайга-12К исп.030 в тактическом варианте

Помимо боевого оружия, НПО «Ижмаш» производит на базе АК семейство охотничьего гладкоствольного (12-го, 20-го и 410-го калибров), нарезного (под патроны 7,62×39 мм, 5,45×39 мм) и «псевдонарезного» (под патроны 366 ТКМ, 366 Magnum, 345 ТК) оружия, а также нарезного оружия для продажи в том числе на экспорт под НАТОвские патроны (5,56×45 мм, 7,62×51 мм), носящих общее наименование «Сайга».
- Первые охотничьи карабины «Сайга» были разработаны в 1970-е годы (по распоряжению тогдашнего генерального секретаря ЦК КПСС Л. И. Брежнева как промысловые карабины для отстрела сайгаков в степях Казахстана с целью защиты культурных посевов), и изготавливались под отечественный охотничий патрон 5,6×39. Именно этот образец лег в основу всего семейства.

В начале 90-х на основе конструкции автомата АКМ был выпущен охотничий самозарядный карабин «Сайга» под патрон 7,62×39 мм, а затем началась разработка и производство гладкоствольных ружей «Сайга».
От боевого оружия карабин «Сайга» под патрон 7,62×39 мм отличается в первую очередь тем, что из него невозможно вести автоматический огонь, для чего изменены некоторые детали. Кроме того, изменён узел крепления магазина к оружию, для того чтобы невозможно было вставлять в карабин магазин от боевого автомата. Приклад и цевьё карабина могут быть выполнены по типу классических охотничьих ружей или быть взаимозаменяемыми с автоматными, детали изготовляются как из пластмассы, так и из дерева. Поскольку в карабине, выполненном по классической схеме, отсутствует пистолетная рукоятка управления огнём, а спусковой крючок и его предохранительная скоба смещены ближе к шейке приклада охотничьего типа, пришлось в спусковом механизме ввести специальную тягу спуска. Магазины предусмотрены двух типов — на пять и десять патронов.
В настоящее время НПО «Ижмаш» производит целую гамму самозарядных ружей и карабинов «Сайга» различного назначения под широкий спектр отечественных и импортных боеприпасов, от чисто охотничьих вариантов до «тактических» дробовиков, вполне пригодных для использования силовыми структурами.
- Карабины «Вепрь» — продукция завода «Молот», ОАО «Вятско-Полянский машиностроительный завод» (в том числе: «Вепрь-К» (ВПО-133) и «Вепрь-КМ» (ВПО-136) — АК и АКМ без возможности вести автоматический огонь и огонь со сложенным прикладом)[38];
- ВПО-209 калибра .366 дюйма (9,55 мм) выпускался на базе АКМ с заменой ствола и переделкой УСМ. Патроны .366 ТКМ для него изготавливает компания Техкрим.[39]
- АКМС-МФ и АКМ-МФА — изделия Винницкого оружейного завода «ФОРТ».
- Карабины «Вулкан» — охотничьи карабины Харьковского ООО «СОБР».

### Опытные образцы

#### АК-46
Опытные автоматы, разработанных группой Калашникова для участия в конкqурсе 1946 года. Автоматы прошли первый этап полигонных испытаний (июнь-август 1947). Для участия в следующем этапе конкурса (декабрь 1947-январь 1948) автомат был радикально переработан и получил обозначение АК-47.

#### АК-47
В конце 1947 — начале 1948 года, была выпущена опытная партия в количестве 1500 штук для общевойсковых испытаний. Образец испытания не прошёл, после чего был доработан и принят на вооружение СССР в 1949 году под наименованием «Автомат Калашникова» (АК)

## Патентный статус
«Ижмаш» называет все АК-подобные модели, производимые вне России, контрафактными, (подразумевается, что для производства аутентичных образцов применяется специально калиброванное оборудование, имеющееся только в России, одного лишь наличия чертежей и обладания технологией производства стволов, пружин и других деталей мало для производства копий эквивалентного качества, под «контрафактом» в данном случае понимается не правовой, а технологический аспект, поскольку качество иностранных копий АК при внешней идентичности может существенно уступать советским/российским), однако не имеется данных о регистрации Калашниковым авторских свидетельств на свой автомат: в экспозиции Музейно-выставочного комплекса стрелкового оружия имени М. Т. Калашникова (Ижевск) выставлены некоторые свидетельства, выданные ему в разные годы с формулировкой «за изобретение в области военной техники» без каких-либо сопроводительных документов, позволяющих установить наличие или отсутствие их связи с АК. Даже если авторское свидетельство на АК существует и было выдано Калашникову, то сроки патентной защиты на разработанную в сороковых годах изначальную конструкцию уже давно истекли.
Некоторые усовершенствования, введённые в АК74 и Автоматах Калашникова «сотой серии» защищены евразийским патентом от 1997 года, принадлежащим компании «Ижмаш».
Отличия от базового АК, описанные в патенте, включают:
- складывающийся приклад с фиксаторами боевого и походного положения;
- шток газового поршня, установленный в отверстии затворной рамы с помощью резьбы с зазором;
- гнездо под пенал с принадлежностью, образованное ребрами жёсткости внутри приклада и закрывающееся подпружиненной поворотной крышкой;
- газовая трубка, подпружиненная относительно колодки прицела в направлении к дульному срезу;
- изменённая геометрия перехода от поля к дну нарезов в нарезной части ствола[15].

## Производство и использование АК вне России

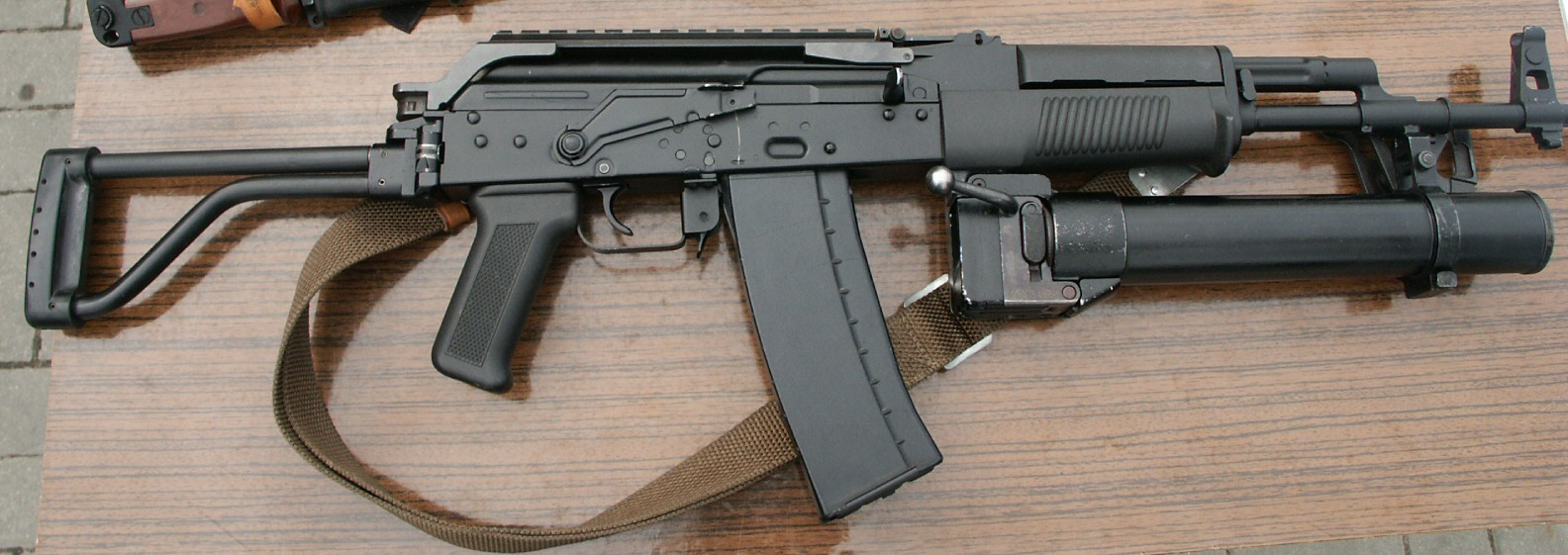
Современный польский вариант (Karabinek szturmowy wz.1996 «Beryl»)

В 1950-х годах лицензии на производство АК были переданы СССР 18 странам (главным образом, союзникам по Варшавскому договору). Тогда же ещё двенадцать государств развернули производство АК без лицензии. В настоящее время, по сведениям «Рособоронэкспорта», срок действия лицензий у всех ранее получивших их государств уже истёк, тем не менее, производство продолжается. Особенно активно выпускают подобия автомата Калашникова польское предприятие «Бумар» и болгарская фирма «Арсенал», которая в настоящее время открыла филиал в США и наладила там выпуск автоматов. Производство клонов АК развёрнуто в Азии, Африке, на Ближнем Востоке и в Европе. По приблизительным подсчётам, всего в мире существует от 70 до 105 млн экземпляров различных модификаций автоматов Калашникова. Они приняты на вооружение в армиях 55 стран мира.
В 2004 году «Рособоронэкспорт» и лично Михаил Калашников обвинили США в поддержке распространения контрафактных копий АК. Таким образом прокомментирован тот факт, что США снабжает приведённые к власти правящие режимы Афганистана и Ирака автоматами Калашникова, произведёнными в Китае и странах Восточной Европы. По поводу этого заявления эксперт по вопросам распространения оружия профессор Аарон Карп заметил: «Это как если бы китайцы потребовали выплат за каждое произведённое огнестрельное оружие на том основании, что именно они изобрели порох 700 лет назад». Несмотря на данные обвинения, нет никакой информации о судебных исках или иных официальных шагах, направленных на прекращение выпуска АК-подобного оружия.
В некоторых из государств, получивших ранее лицензии на производство АК, он изготавливался в несколько изменённом виде. Так, в модификации АК, выпускавшейся в Югославии, Румынии и некоторых других странах, имелась дополнительная рукоятка пистолетного типа под цевьём для удержания оружия. Вносились также другие мелкие изменения — менялись крепления под штык, материалы цевья и приклада, отделка. Известны случаи, когда два автомата соединяли на особом самодельном креплении, и получалась установка, похожая на двуствольные орудия ПВО. В ГДР выпускалась учебная модификация АК под патрон .22LR. Кроме того, на базе АК создано множество образцов боевого оружия — от карабинов до снайперских винтовок. Некоторые из этих конструкций являются заводскими глобально изменёнными оригинальными АК.
Многие из копий АК в свою очередь также копируются (с покупкой лицензии или нет) с некоторыми модификациями другими производителями, благодаря чему появляются отличные от первоначального образца автоматы, например, Vektor CR-21 — южноафриканский автомат с компоновкой булл-пап, созданный на основе Vektor R4, который является копией израильского автомата Galil — лицензионной копии финского автомата Valmet Rk 62, в свою очередь являющегося лицензионным вариантом АК.

## Применение в мире

География распространения автоматов Калашникова:
эксплуатанты АК и АКМ/АКМС/АК-74/АКС-74/АК-74М/АК-103
страны, выпускающие/выпускавшие собственные варианты на базе АК
эксплуатанты только модернизированных автоматов

Правительство СССР охотно продавало автоматы всем, кто заявлял о своей приверженности «делу социализма». В результате в некоторых странах третьего мира АК стоит дешевле живой курицы. Его можно увидеть в сводках из практически любой горячей точки мира. АК состоит на вооружении регулярных армий более пятидесяти стран мира, а также многих неформальных группировок, включая террористические.
Кроме того, лицензии на производство АК бесплатно получали «братские страны», например, Болгария, Венгрия, ГДР, Китай, Польша, Северная Корея и Румыния. С АК не надо долго учиться обращаться (полный армейский курс обучения владению автоматом составляет всего 10 часов).

### Первое боевое применение
Первый случай массового боевого применения АК на мировой арене произошёл 1 ноября 1956 года, в ходе подавления восстания в Венгрии.

### Война во Вьетнаме
АК также стал одним из символов Вьетнамской войны, во время которой широко применялся солдатами северовьетнамской армии и партизанами НФОЮВ.

### Афганистан

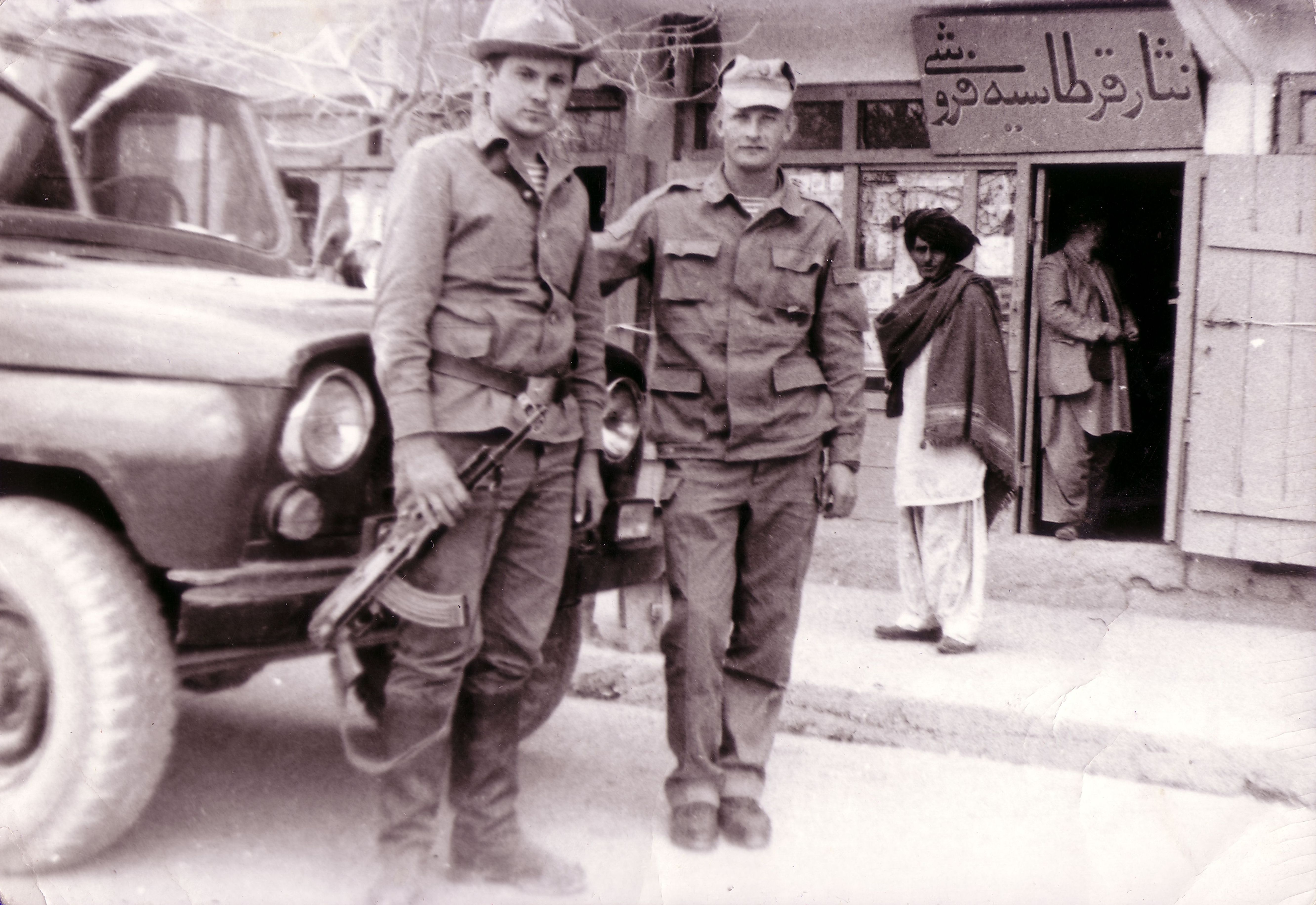
В Афганистане, 56-я десантно-штурмовая бригада, 1987

Война в Афганистане ускорила распространение АК по всему миру. Теперь им были вооружены повстанцы и террористы. ЦРУ щедро обеспечивало моджахедов автоматами Калашникова, в основном китайского производства (в КНР АК под обозначением Type 56 в огромных количествах производился по лицензии), через Пакистан. АК был дешёвым и надёжным оружием, поэтому США предпочли его.
Ещё до вывода советских войск западные СМИ обращали внимание на большое количество АК в регионе, а в лексикон вошло понятие «Культура Калашникова». После того как 15 февраля 1989 года последние советские части вышли из Афганистана, развитая оружейная инфраструктура моджахедов никуда не исчезла, а напротив, интегрировалась в экономику и культуру региона. Лидер афганских моджахедов Ахмад Шах Масуд на вопрос: «Какое Вы предпочитаете оружие?», отвечал: «Калашников, разумеется».
После ввода в Афганистан войск НАТО американцы были вынуждены столкнуться с теми же самыми АК, которые закупало для моджахедов ЦРУ. По данным газеты «Вашингтон Пост», сержант 1-го класса Натан Росс Чепмэн, застреленный афганским подростком из автомата Калашникова, стал первым американцем, погибшим в этой войне от вражеского огня (согласно данным независимого интернет-сайта iCasualties.org, первым американцем, погибшим в Афганистане от вражеского огня, был Джонни Спэнн).

### Война в Ираке
К удивлению коалиционных сил, солдаты вновь созданной армии Ирака отказались от американских M16 и M4, потребовав АК. По словам старшего советника временной коалиционной администрации Уолтера Слоукомба (англ. Walter B. Slocombe), «каждый житель Ирака старше 12 лет может разобрать и собрать его с закрытыми глазами и довольно неплохо выстрелить».

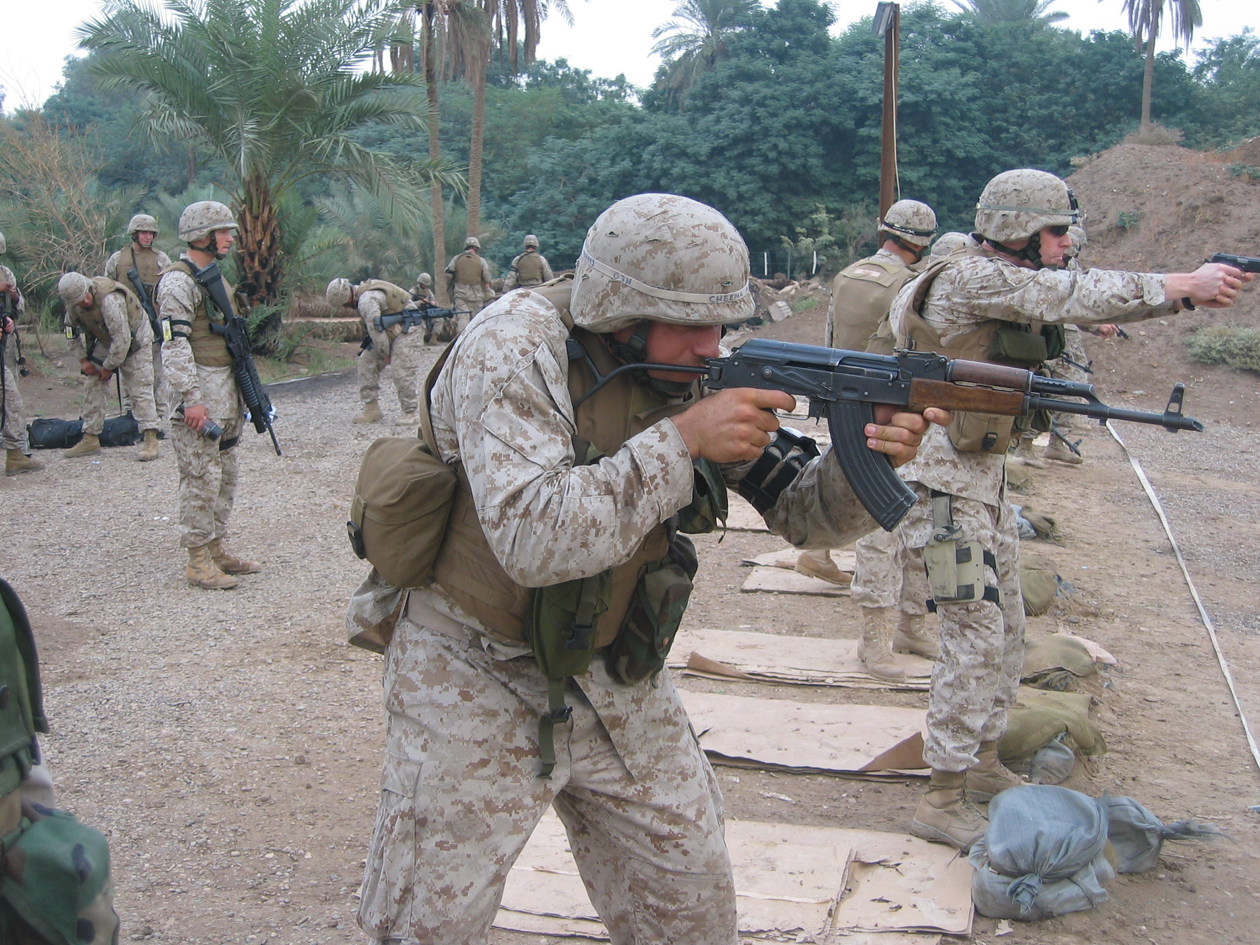
Морской пехотинец США с MPi-KMS-72, восточногерманским аналогом АКМС

### Постсоветский период
После распада СССР многие страны ОВД стали распродавать свои арсеналы и заменять советские образцы на более новые европейские и американские, однако это не привело к обвалу цен на АК. Заметное снижение цены автомата с примерно 1100 до 800 $ на рубеже 1980—1990-х годов произошло только на Ближнем Востоке, а в Азии и Америке цены даже увеличились (примерно с 500 до 700 $), а в Восточной Европе и Африке практически не изменились (около 200—300 $).

### Венесуэла
В 2005 году президент Венесуэлы Уго Чавес принял решение подписать с Россией контракт на поставку 100 тысяч автоматов АК-103. Контракт был заключён в 2006 году, позднее Уго Чавес говорил о готовности закупить ещё 920 тысяч автоматов и вёл переговоры о налаживании в стране лицензионного производства АК-103. Основной причиной наращивания закупок вооружения Уго Чавес называл «угрозу американского военного вторжения».

## Оценки и перспективы
Автомат Калашникова на протяжении своей долгой службы получал самые разнообразные оценки.

### На момент создания
На момент своего появления на свет АК был эффективным оружием, намного превосходя по всем основным показателям имевшиеся на тот момент в вооружённых силах других стран модели пистолетов-пулемётов под пистолетные патроны, и при этом мало уступая автоматическим винтовкам под винтовочные боеприпасы, имея над ними преимущество в компактности, весе и эффективности автоматического огня. Себестоимость АК с фрезерованной ствольной коробкой и деревянными частями из берёзовой фанеры на 1954 год составляла 676 руб.
Фёдор Токарев в своё время охарактеризовал АК как отличающийся «надёжностью в работе, высокой меткостью и точностью стрельбы, сравнительно небольшим весом» оружием.
Высокая боевая эффективность оружия была подтверждена в ходе локальных конфликтов послевоенных десятилетий, включая войну во Вьетнаме.
Надёжность и безотказность оружия, обусловленные целым комплексом принятых в нём технических решений, а также в немалой степени высоким качеством изготовления, являются едва ли не эталонными для его класса. Высказываются предположения, что АК является наиболее надёжным военным оружием со времён винтовки Маузер 98. Причём обеспечивается она даже при самом небрежном и неквалифицированном уходе, в самых тяжёлых условиях.

### На текущий момент

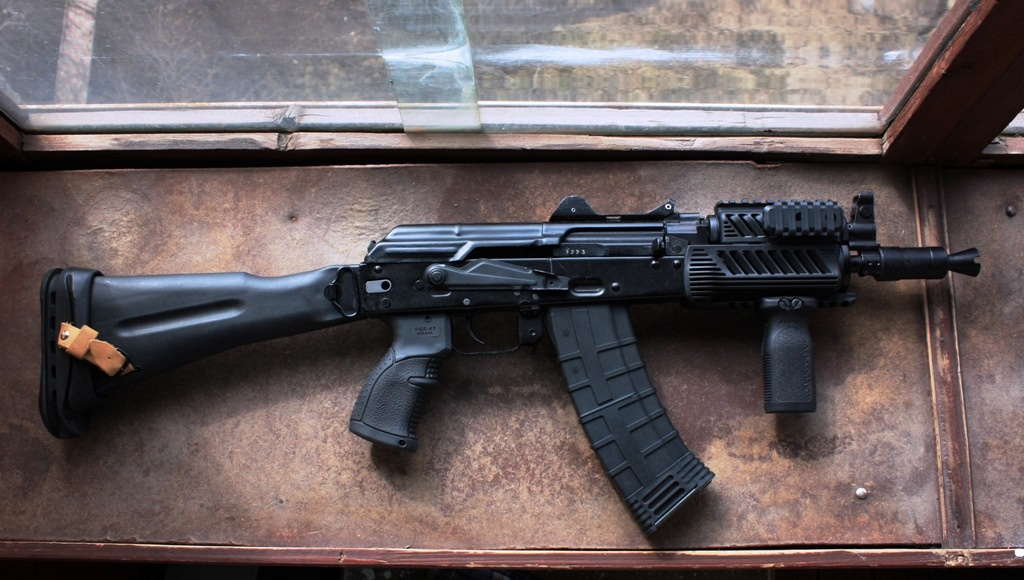
Модернизированный вариант автомата АКС 74У

С течением времени у АК стали проявляться и недостатки — как характерные для него, так и выявленные в связи с изменением требований к стрелковому оружию и характера боевых действий. Определённые недостатки изначальной конструкции и компоновки даже у современных образцов вооружения нельзя устранить, так как характерные для серии АК проблемы требуют полноценной переработки самой системы сборки автомата. Отдавая дань уважения к бессмертной серии АК, нужно сказать, что старость идеи автомата во многом не позволяет этим моделям развиваться и приобретать черты оружия XXI века.
- Значительная по современным меркам масса оружия, обусловленная множеством стальных деталей в его конструкции. При этом АК нельзя назвать излишне тяжёлым, однако любые попытки его модернизации — например, удлинение и утяжеление ствола для повышения меткости стрельбы или установка дополнительных прицельных приспособлений, — неизбежно выводят его массу за пределы приемлемой для армейского оружия, что хорошо показывает опыт создания и эксплуатации охотничьих карабинов «Сайга» и «Вепрь», а также пулемётов РПК. Попытки облегчения оружия при сохранении цельностальной конструкции приводят к неприемлемому снижению его служебной прочности, что отчасти доказывает негативный опыт эксплуатации ранних партий АК74, у которых жёсткость ствольных коробок оказалась недостаточной и потребовала усиления конструкции — то есть здесь предел уже достигнут и дальнейшая модернизация невозможна[53].
- Запирание ствола у АК осуществляется затвором за вырезы вкладыша ствольной коробки, а не продолжения ствола, как у современных образцов, что не позволяет изготовить ствольную коробку из более лёгких и технологичных в производстве, хотя и менее прочных, материалов. Два боевых упора являются простым, но не оптимальным решением — даже затвор винтовки СВД имеет три боевых упора, обеспечивающих более равномерное запирание канала ствола и меньший угол поворота затвора, не говоря уже о современных западных образцах, у которых обычно как минимум шесть боевых упоров затвора.
- Разборная ствольная коробка с отъёмной крышкой делает невозможным крепление современных типов прицелов (например, коллиматорных, оптических, ночных), использующих планки Вивера или Пикатинни: размещение тяжёлого прицела на съёмной крышке ствольной коробки бесполезно из-за наличия у неё существенного конструктивного люфта. В результате, большинство моделей АК допускает установку лишь ограниченного числа моделей прицелов, использующих боковой кронштейн типа «ласточкин хвост», который смещает центр тяжести оружия влево и не даёт сложить приклад на тех моделях, где это предусмотрено конструкцией[53]. Исключением являются варианты типа польского автомата «Берил», имеющего отдельный постамент для прицельной планки, неподвижно крепящейся к нижней части ствольной коробки, но это паллиатив, существенно усложняющий сборку и разборку оружия, а также повышающий его громоздкость и массу. Другим исключением являются варианты выполненные по схеме «булл-пап» южно-африканской «штурмовой винтовки» Vektor CR21, у которой коллиматорный прицел расположен на планке, крепящейся к положенному для АК основанию прицела — при такой компоновке он оказывается на уровне глаз стрелка. С другой стороны, наличие съёмной крышки ствольной коробки делает сборку-разборку АК быстрой и удобной, обеспечивает отличный доступ к деталям при чистке оружия[53]. На АК-12 и некоторых исполнениях охотничьих карабинов «Сайга» крышка ствольной коробки откидывается вверх и вперёд на шарнире, что позволяет установить современные прицельные планки (на АК-12 и «тактических» вариантах «Сайги» это решение уже применено) без ухудшения доступа к механизмам оружия.
- Детали ударно-спускового механизма компактно собраны внутри ствольной коробки, играющей роль затворной коробки и корпуса ударно-спускового механизма одновременно (УСМ; спусковой коробки)[4]. Сейчас это является недостатком оружия, так как у современных систем (даже у сравнительно старых советской СВД и американской M16) УСМ обычно изготовляется в виде отдельного легкосъёмного блока, допускающего быструю замену для получения модификаций (самозарядной, с возможностью ведения огня очередями фиксированной длины, и так далее), а в случае М16 — и модернизации оружия путём установки на имеющийся блок УСМ нового блока ствольной коробки (например, для перехода на новый калибр боеприпасов), что намного экономнее[54].
- Отсутствие глубокой степени модульности даже у последних модификаций АК, которое имеется у многих современных систем стрелкового оружия — например, использование быстросъёмных стволов различной длины.
- Высокая надёжность семейства АК, обусловленная его конструкцией, является одновременно и причиной характерных для него недостатков. Повышенный импульс газоотводного механизма вкупе с неподвижно прикреплённым к затворной раме газовым поршнем и большими зазорами между всеми деталями, с одной стороны, приводит к тому, что автоматика оружия работает безотказно даже при сильном загрязнении (загрязнение буквально «выдувается» из ствольной коробки при выстреле); с другой стороны, большие зазоры при движении затворной группы приводят к появлению разнонаправленных боковых импульсов, смещающих автомат с линии прицеливания в поперечных направлениях, при этом затворная рама, приходящая в крайнее заднее положение со скоростью порядка 5 м/с (у систем с более «мягкой» работой автоматики, даже на начальном этапе отхода затвора назад, эта скорость обычно не превышает 4 м/с), гарантирует сильнейшее сотрясение оружия при стрельбе, что существенно снижает эффективность автоматического огня. По некоторым оценкам, оружие семейства АК вообще не пригодно для ведения эффективного прицельного огня очередями[источник не указан 600 дней]. Также это является причиной сравнительно длинного хода затвора, а следовательно — большей длины ствольной коробки в ущерб длине ствола при сохранении общих габаритов оружия. С другой стороны, амплитуда затвора АК, происходящая внутри ствольной коробки без задействования плоскости приклада, позволяет выполнить последний складным, уменьшая габариты оружия при транспортировке.

Прочие недостатки носят менее радикальный характер, и могут быть охарактеризованы скорее как индивидуальные особенности образца.
- Неудобное расположение переводчика-предохранителя (справа на боку ствольной коробки, под вырезом для взводной рукояти) и чёткий щелчок при снятии оружия с предохранения, якобы демаскирующий стрелка перед открытием огня. Однако при этом отмечается, что в боевых условиях необходимости ставить оружие на предохранитель нет вообще — даже во взведённом состоянии вероятность случайного выстрела, например при падении оружия, маловероятно. Тем не менее, предохранитель должен размещаться отдельно, действовать независимо от установленного режима огня и быть доступным для включения при удерживании оружия за пистолетную рукоятку. На многих зарубежных вариантах («Тантал», «Валмет», «Галиль») и на российских автоматах АЕК-971, АК-19 (образца 2023 г.) переводчик-предохранитель дублируется удобно расположенным слева рычажком, что позволяет значительно улучшить эргономику оружия, однако, возможность быстрого открытия огня и выбор режима огня (особенно если режимов три) — разные функции. Это можно было бы решить сдвигом предохранителя ближе к рукоятке, продублировав его на обе стороны, а переводчика режимов огня — дальше.
- Спуск АК считается[кем?] достаточно тугим, однако это исправляется простой наработкой навыка[53].
- Расположенную справа взводную рукоять нередко относят к недостаткам; однако такое расположение было принято исходя из того, что расположенная слева рукоятка при ношении оружия «через плечо» и перемещении ползком упиралась бы в тело стрелка, доставляя ему существенный дискомфорт. Это было характерно, например, для немецкого пистолета-пулемёта MP40. Опытный образец автомата Калашникова 1946 года тоже имел расположенную слева рукоять, но военная комиссия посчитала необходимым перенести её, как и предохранитель-переводчик видов огня, направо. Например, на зарубежном варианте «Галиль» для удобства взведения левой рукой рукоять загнута вверх.
- Приёмник магазина АК без горловины часто критиковался[кем?] как не эргономичный — встречаются утверждения, что он увеличивает время смены магазина едва ли не в 2-3 раза против системы с горловиной[источник не указан 600 дней]. Однако, хотя магазин АК примыкается не самым удобным образом, но зато в любых условиях, в отличие, например, от винтовки М16, в горловину которой в экстремальных условиях нередко набивается грязь, после чего установка магазина становится проблематичной[53]. К тому же, в боевых условиях практическая скорострельность оружия в большей степени определяется конструкцией подсумка для магазинов, чем скоростью его смены. Также замену магазина на АК можно производить как левой рукой, так и правой, в отличие от автоматов с горловиной, где обычно используется кнопка, расположенная только с одной стороны.
- Приклад АК считается[кем?] излишне коротким, а цевьё — слишком сложным, однако изначально это оружие создавалось для сравнительно низкорослых военнослужащих 1940-х годов, а также с учётом его использования в зимней одежде и перчатках. Частично исправить положение мог бы съёмный резиновый затыльник приклада, варианты которого широко предлагаются на гражданском рынке[53]. В российских подразделениях специального назначения и на гражданском рынке распространено использование на различных АК несерийных вариантов прикладов, пистолетных рукояток и так далее, что повышает удобство использования оружия, хотя это не решает проблемы полностью и приводит к повышению его стоимости.
- Версии со складным прикладом неудобны для ношения в сложенном положении на груди или спине, поскольку приклад складывается влево, в отличие, например, от израильской «Галиль», которая происходит от АК. Рычаг затвора и окно выброса гильзы в случае сложенного вправо приклада должны быть свободны для ведения огня, как и предохранитель. Для АК это проблема из-за предохранителя на правой стороне.
- Заводские прицельные приспособления АК сейчас следует признать достаточно грубыми, а короткая прицельная линия (расстояние между мушкой и прорезью целика прицела) не способствует повышению точности стрельбы. Большинство переработанных иностранных вариантов на базе АК в первую очередь получали более совершенные прицельные приспособления, причём большинство — с расположенным близко к глазу стрелка целиком диоптрического типа (например см. фото прицела финского автомата Valmet). С другой стороны, по сравнению с имеющим реальные преимущества лишь при стрельбе на средне-дальние дистанции диоптром, «открытый» прицел АК обеспечивает более быстрый перенос огня с одной цели на другую при стрельбе на близко-средние расстояния, и удобен при ведении автоматического огня, так как меньше закрывает цель[53]. Первые варианты автомата Калашникова не имели планок для крепления оптических прицелов, эта возможность появилась только на модификации АКМН. Установленный на планку прицел делает невозможным складывание приклада.
- Кучность огня АК никогда не была его сильной стороной, начиная с первого образца, и, несмотря на постоянное повышение характеристики в ходе модернизаций, оставалась на более низком уровне, чем у аналогичных иностранных образцов[источник не указан 600 дней]. Тем не менее, она всё ещё считается[кем?] приемлемой для боевого оружия и такого типа патрона. По некоторым полученным данным АК с фрезерованной ствольной коробкой (7,62-мм ранней модификации) одиночными выстрелами регулярно показывали группы попаданий диаметром ~5-9 см на 90 м. Эффективная дальность в руках опытного стрелка при этом составляла до ~350 м, диаметр рассеивания на таком расстоянии составлял примерно ~18 см, достаточную для поражения величины человека. Оружие под малоимпульсные патроны обладает лучшими характеристиками[53].

АК имеет множество положительных качеств и пока ещё пригоден для вооружения, но уже очевидна необходимость его замены на более современные модели, причём с радикальными изменениями в конструкции, которые позволили бы исправить все вышеописанные недостатки устаревшей системы.

### Перспективы модернизации
Работа «Ижмаша» по глубокой модернизации автомата началась в 2011 году. Пойти именно по пути модернизации, а не созданию нового оружия, было решено по ряду причин. Среди них выделяются необходимость сохранения надёжности (устойчивой работы после ударов, падения), ценового разброса (близком к стоимости уже существующих образцов автомата Калашникова), простоты в обращении и возможности эксплуатировать в чрезвычайных условиях (влажности, грязи, запылённости и т. д.)
Новый образец пятого поколения (к первому поколению относят АК, ко второму — АКМ, к третьему — АК-74, к четвёртому — АК-74М и «сотую серию», которые очень близки) получил название АК-12, впервые он был представлен на обозрение в начале 2012 года. Генеральный директор «Ижмаша» в интервью «Лента.ру» заявил, что это не просто усовершенствованный образец, а принципиально другой автомат с другим конструктивом и другими возможностями. Работа над ним продолжается в настоящее время, однако уже сейчас можно сказать, что многие недостатки, присущие предыдущим моделям АК, были устранены.

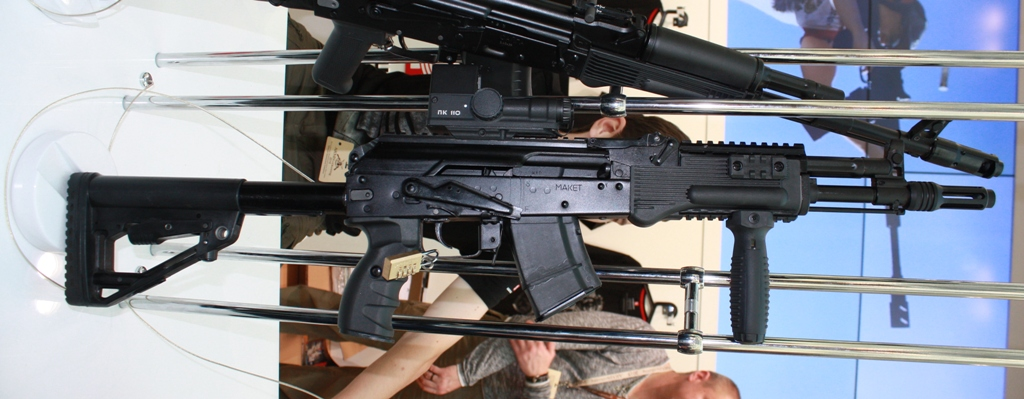
Комплект модернизации автоматов Калашникова «Обвес», на выставке Arms&Hunter 2015

В первую очередь это касается установки планки Пикатинни для крепления прицельных приспособлений (коллиматорных, оптических, ночных), тактического фонаря, целеуказателя и других принадлежностей. В образце АК-74М была предусмотрена боковая планка для дополнительного оборудования, однако на неё было невозможно установить многие устройства, а при съёме и установке их необходимо было заново пристреливать оружие. В АК-12 планка Пикатинни встроена; она надёжно закреплена и устойчива, чтобы не заниматься пристрелкой и эффективно поражать цель на больших дистанциях. Добиться этого удалось путём изменения крышки, которая стала жёстче и крепится в передней и задней части таким образом, что там нет люфтов. Это также позволяет избежать тряски при стрельбе и при изменении температуры. Ставится задача и по улучшению кучности и точности как одиночного огня, так и автоматической стрельбы, а также уменьшению плеча отдачи более низким расположением ствола относительно мест удержания оружия в руках. С этой целью разрабатывается новый ствол, рассматриваются различные версии изготовления, технологии и конструкции нарезов. По итогам испытаний будет выбран лучший вариант.
Пересмотрены и многие другие узлы — запирающий механизм, ударно-спусковой механизм для снижения отдачи. С помощью современных технологий обработки поверхности специалисты работают над тем, чтобы уменьшить массу и скорость движения затворной группы, сохранив и даже повысив скорострельность. Разработан телескопический складной приклад, изменяемый под антропометрические особенности бойца. Для снижения отдачи усовершенствован дульный тормоз-компенсатор. Появилась отсечка очереди по три выстрела, чтобы менее опытный стрелок имел возможность меньше расходовать боеприпасы, стреляя короткими очередями.
В настоящее время идёт работа и над так называемой «двурукостью» оружия. Снятие с предохранителя, управление режимами огня, удобное отсоединение магазина, взвод затвора — будет доступно осуществить как с помощью левой, так и правой руки стрелка на его усмотрение. Имеется возможность расположения взводной рукояти одновременно и справа, и слева.
На основе АК-12 планировалось выпускать целую серию изделий — штурмовая винтовка, укороченный автомат, пистолет-пулемёт, снайперская полуавтоматическая винтовка, ручной пулемёт и гражданские версии этого оружия.
В 2012 году на испытательной стадии с участием экспертов силовых ведомств, в отношении АК-12 высказывались очень положительные отзывы. МВД и Минобороны России в конце мая 2012 года провели показательные стрельбы.
На данный момент в Министерстве обороны России находятся значительные запасы АК-74, утилизировать которые нерационально. «Ижмаш» проработал различные варианты модернизации автомата. Конструкторами были отвергнуты первоначальные затратные варианты со сложной разборкой и полной заменой многих узлов, и на данный момент наиболее перспективным является возможность недорогой модернизации с заменой крышки, к которой будет крепиться планки Пикатинни и цевьё, и опциональной поставкой складного приклада от АК-12 с регулировкой по вылету, заменой модулей. Модернизированный вариант должен будет удовлетворять требованиям Минобороны как в конструктивном решении, так и с позиции экономической эффективности.

## Автомат Калашникова на рынке гражданского оружия

Герб Буркина-Фасо 1984—1997

Различные варианты системы Калашникова популярны в качестве гражданского оружия во многих странах мира, где закон допускает владение таким оружием.

Герб Мозамбика

В США всё АК-подобное оружие известно под общим названием «АК-47» («A-K-forty-seven»). Первые экземпляры АК попали в США вместе с возвращавшимся из Вьетнама солдатами. Так как в те годы владение автоматическим (стреляющим очередями) оружием в США было разрешено гражданским лицам, впоследствии многие из них были официально зарегистрированы с соблюдением всех необходимых формальностей.
Принятый в 1968 году Gun Control Act запретил импорт гражданского автоматического оружия, однако благодаря ряду лазеек в законодательстве оставалась возможна продажа автоматического оружия, собранного на территории США. Кроме того, импорт самозарядных вариантов на базе АК ничем не ограничивался.
В 1986 году поправкой к тому же постановлению (так называемый Firearm Owners Protection Act) были запрещен уже не только импорт, но и продажа автоматического оружия гражданским лицам, а также его производство с целью такой продажи; действие этого постановления, однако, не касается оружия, зарегистрированного до 1986 года, которое может быть приобретено на законных основаниях при наличии соответствующей лицензии, а при наличии лицензии дилера соответствующего уровня (Class III Dealer) — и продано. Таким образом, в США в руках гражданских лиц и в настоящее время имеется определённое количество автоматов Калашникова военного образца, способных вести огонь очередями.
Впоследствии принимался также целый ряд постановлений (1989 Semi-Automatic Rifle Import Ban, 1994 Federal Assault Weapons Ban), поимённо запрещавших импорт любого АК-подобного оружия, за исключением специфически доработанных вариантов, вроде российской «Сайги» некоторых модификаций, с винтовочным прикладом вместо пистолетной рукоятки и другими изменениями в конструкции. В настоящее время эти дополнительные ограничения сняты в связи с окончанием действия этих постановлений.
В других странах в абсолютном большинстве случаев гражданское владение автоматическим оружием если и допускается законодательством, то лишь в виде исключения по специальному разрешению, либо с целью коллекционирования.

## Автомат Калашникова в популярной культуре

Флаг Анса́р Алла́ (Хуситы)

Автомат Калашникова ещё в 1970-е годы вошёл в массовую культуру отдельных регионов планеты, в частности — культуру многих стран Кавказа, Ближнего Востока, Центральной Азии, Африки.
Автомат Калашникова изображён на гербах Восточного Тимора, Зимбабве и Мозамбика, на флаге Мозамбика, а также на монете Островов Кука.
Также автомат Калашникова используется в многочисленных видеоиграх жанра шутер.
В 2004 году журнал «Playboy» включил автомат Калашникова в список «50 изделий, изменивших мир», поставив после компьютера Apple Macintosh, противозачаточных таблеток и видеомагнитофона Sony Betamax.

## Изображения

АК и АКМ на выставке Ижмаша «Оружейная кузница России»
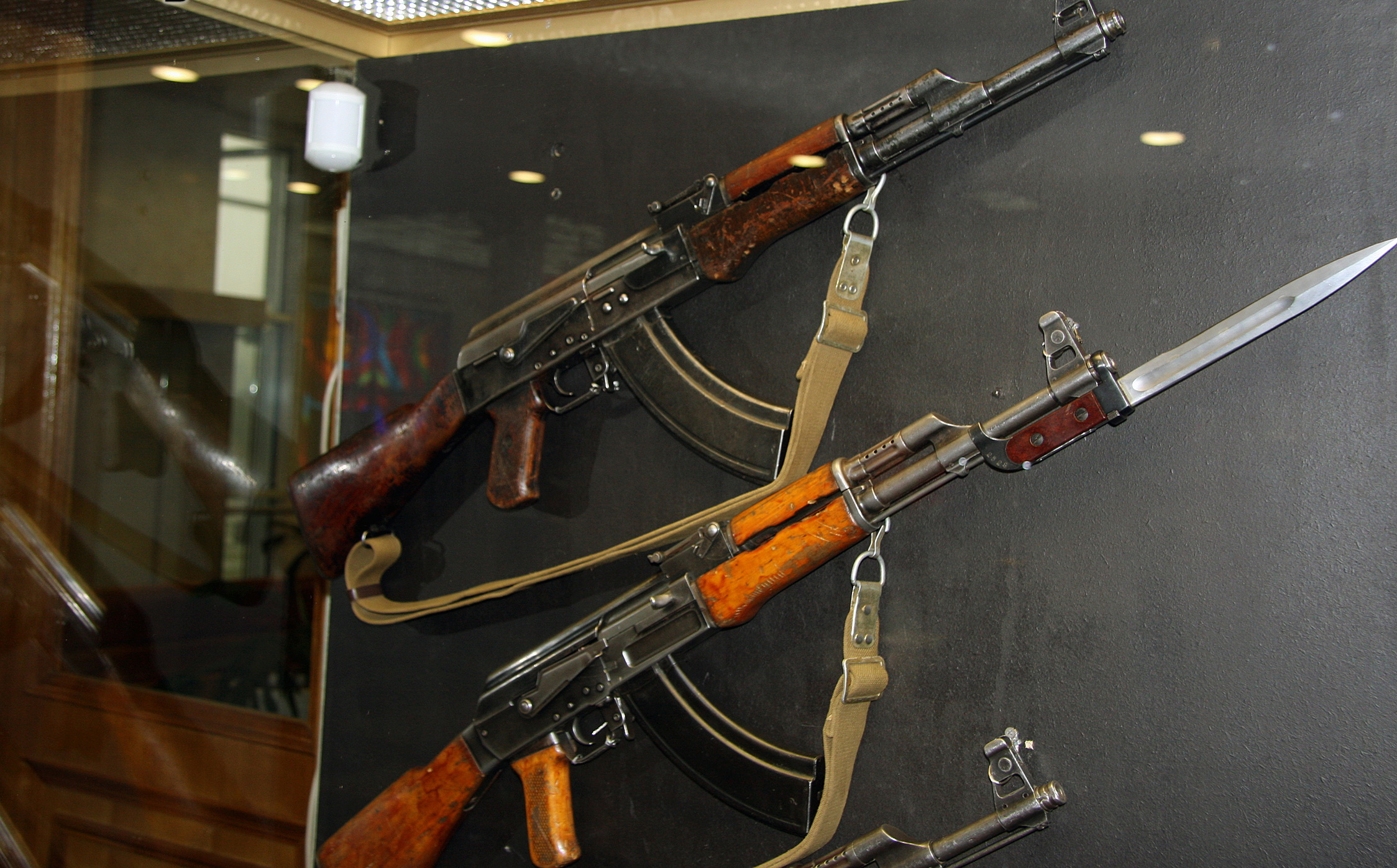
Автомат Калашникова 1-й и 2-й моделей с примкнутым штыком 6Х2
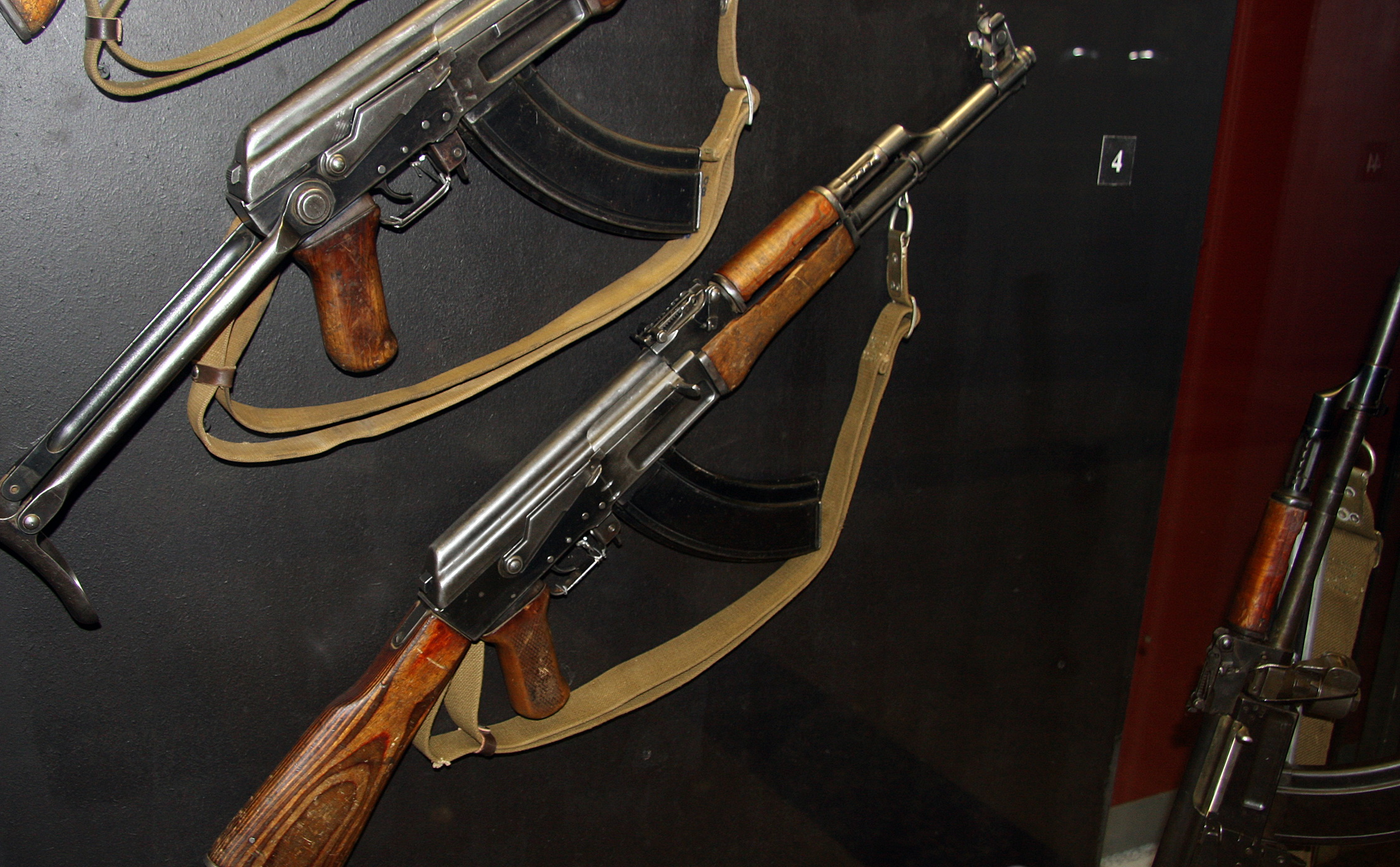
АК 3-й модели
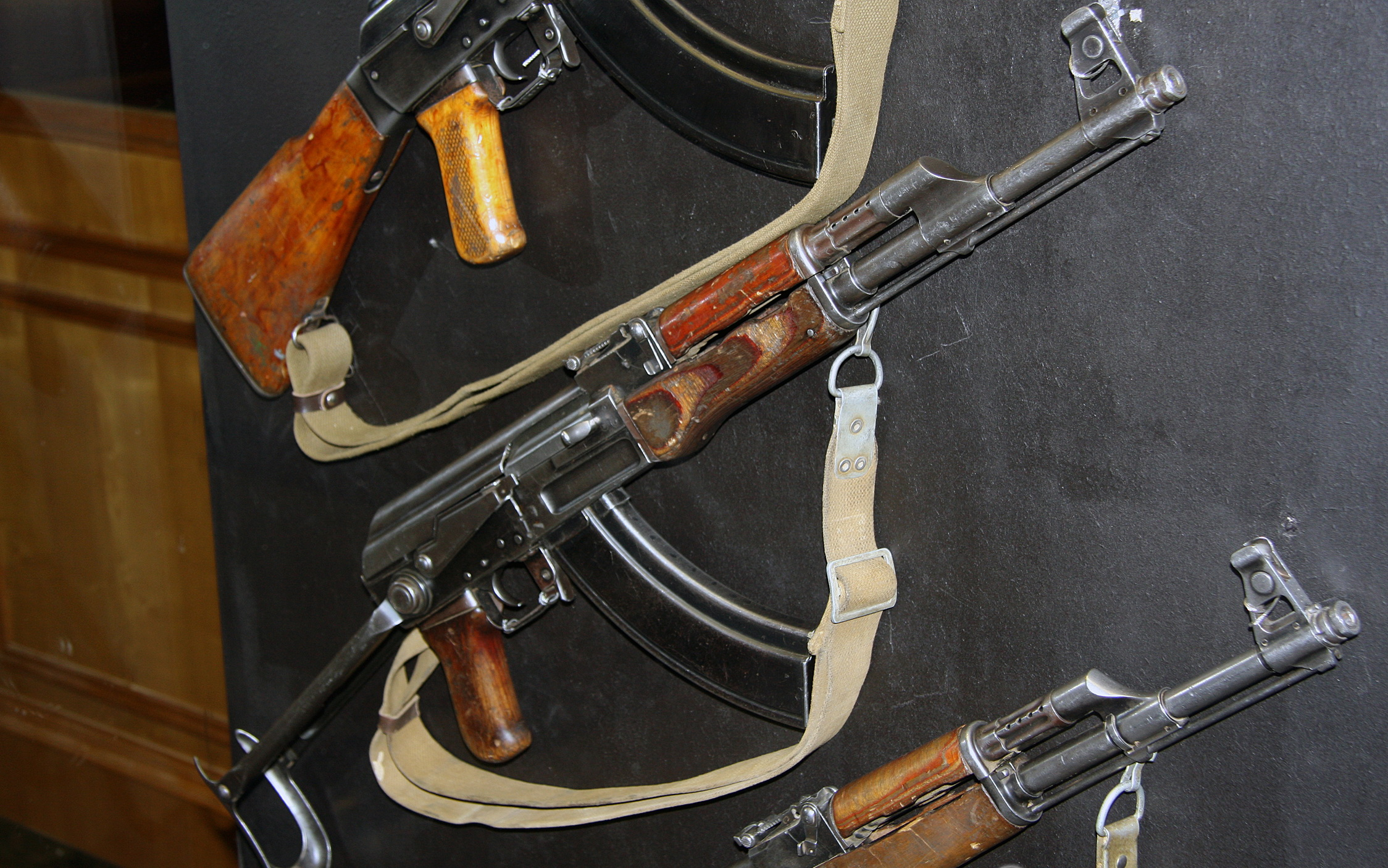
АКС
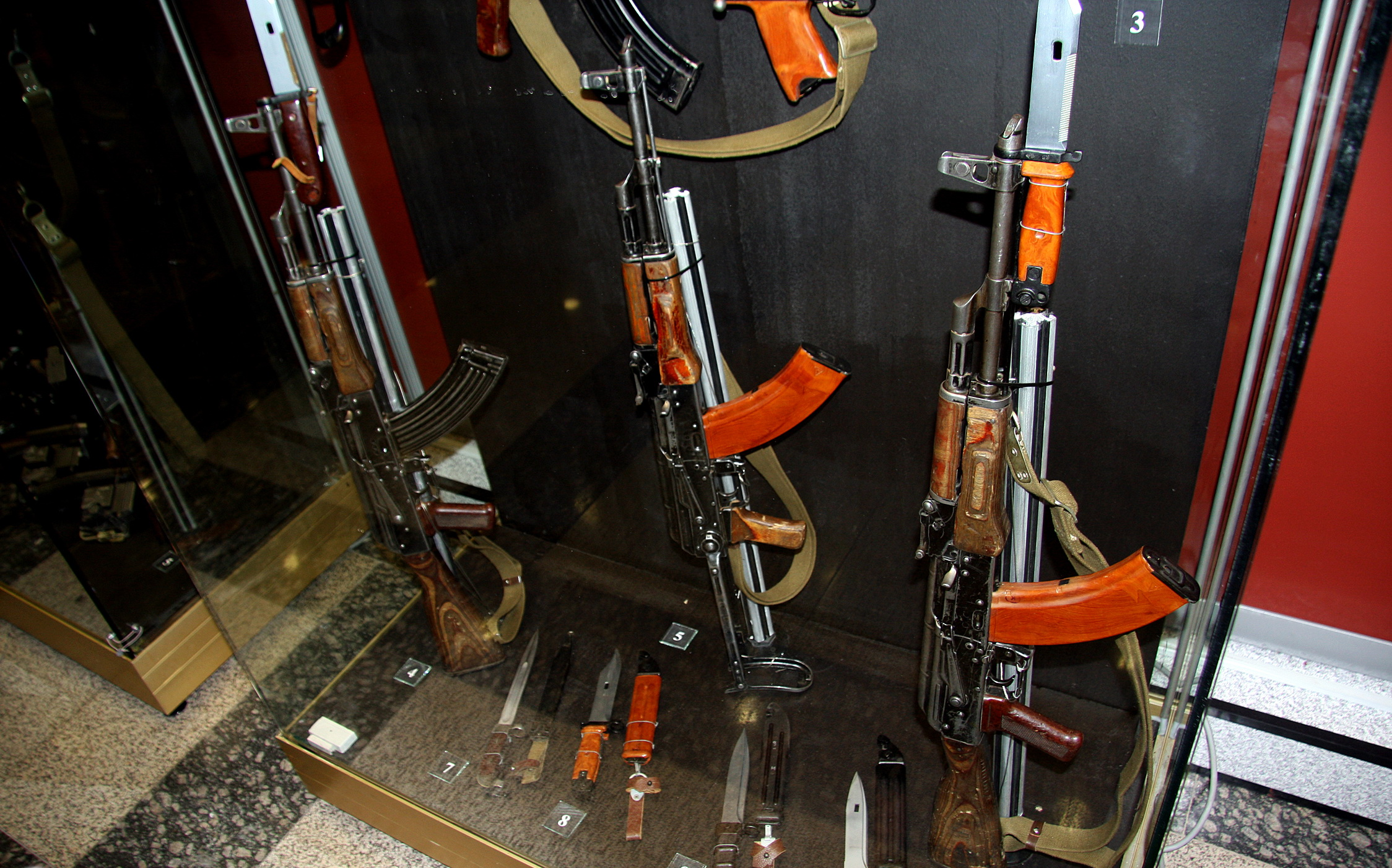
АКМ
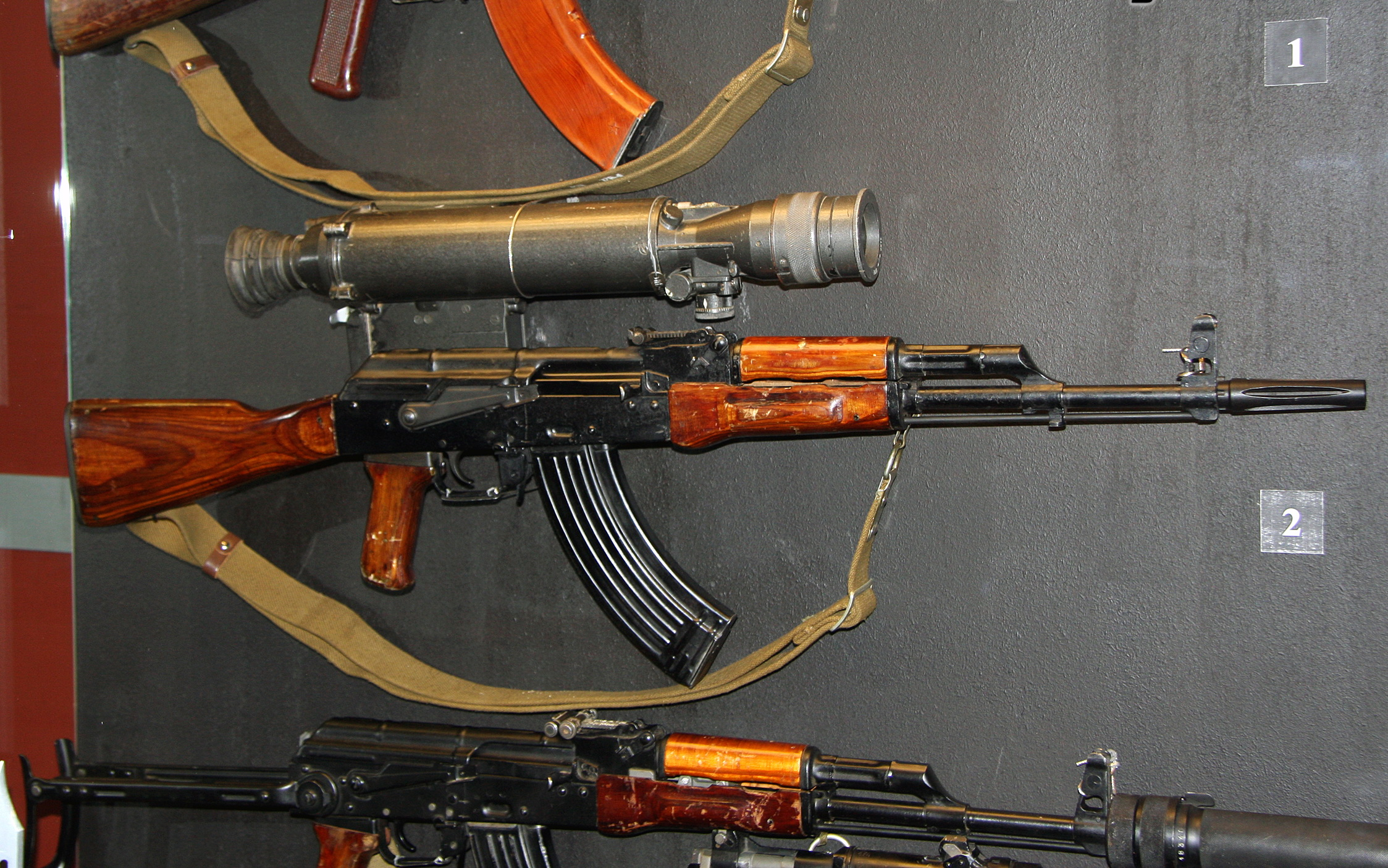
АКМЛ с ночным прицелом НСП-3
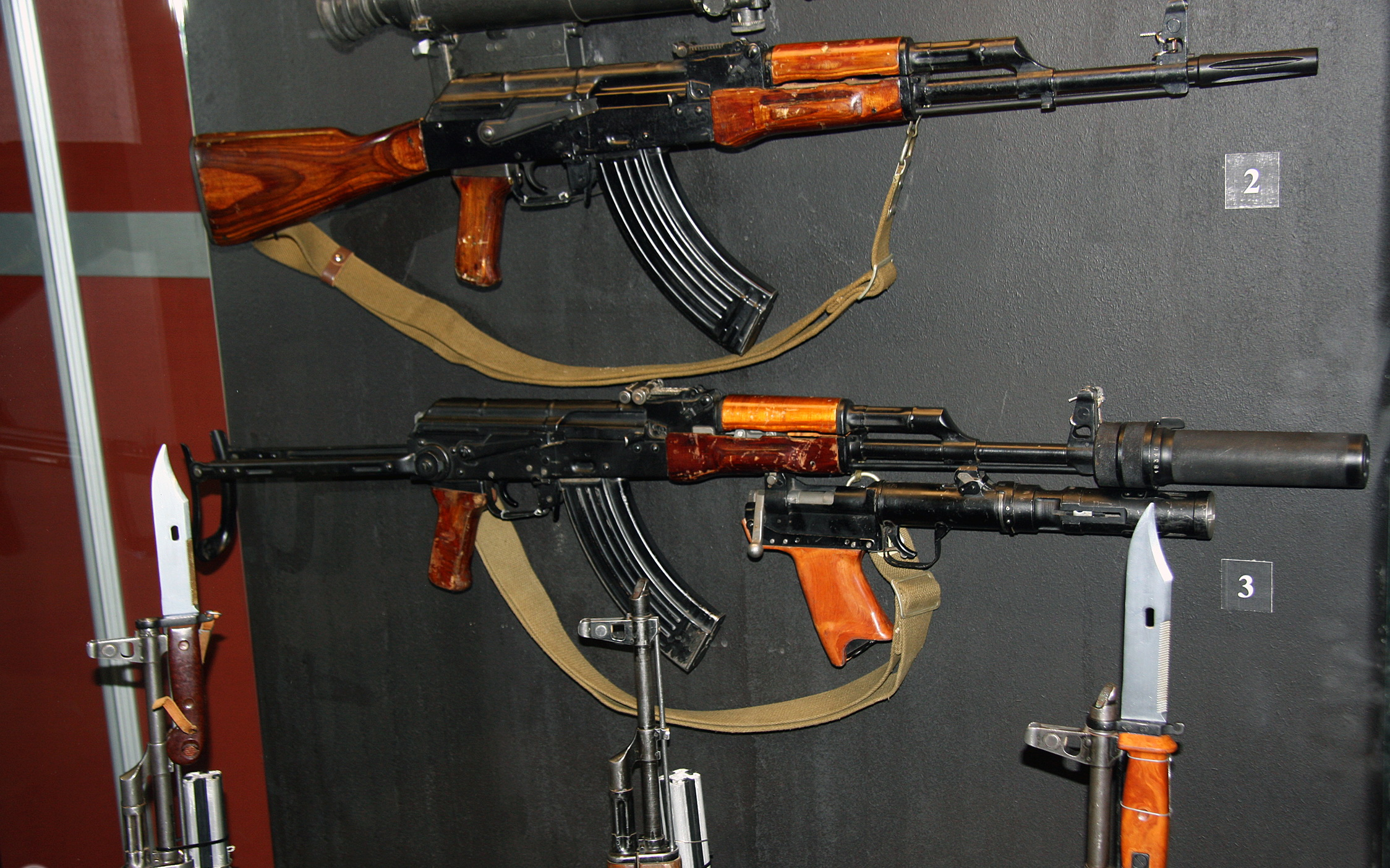
Стрелково-гранатомётный комплекс «Тишина» на базе АКМ
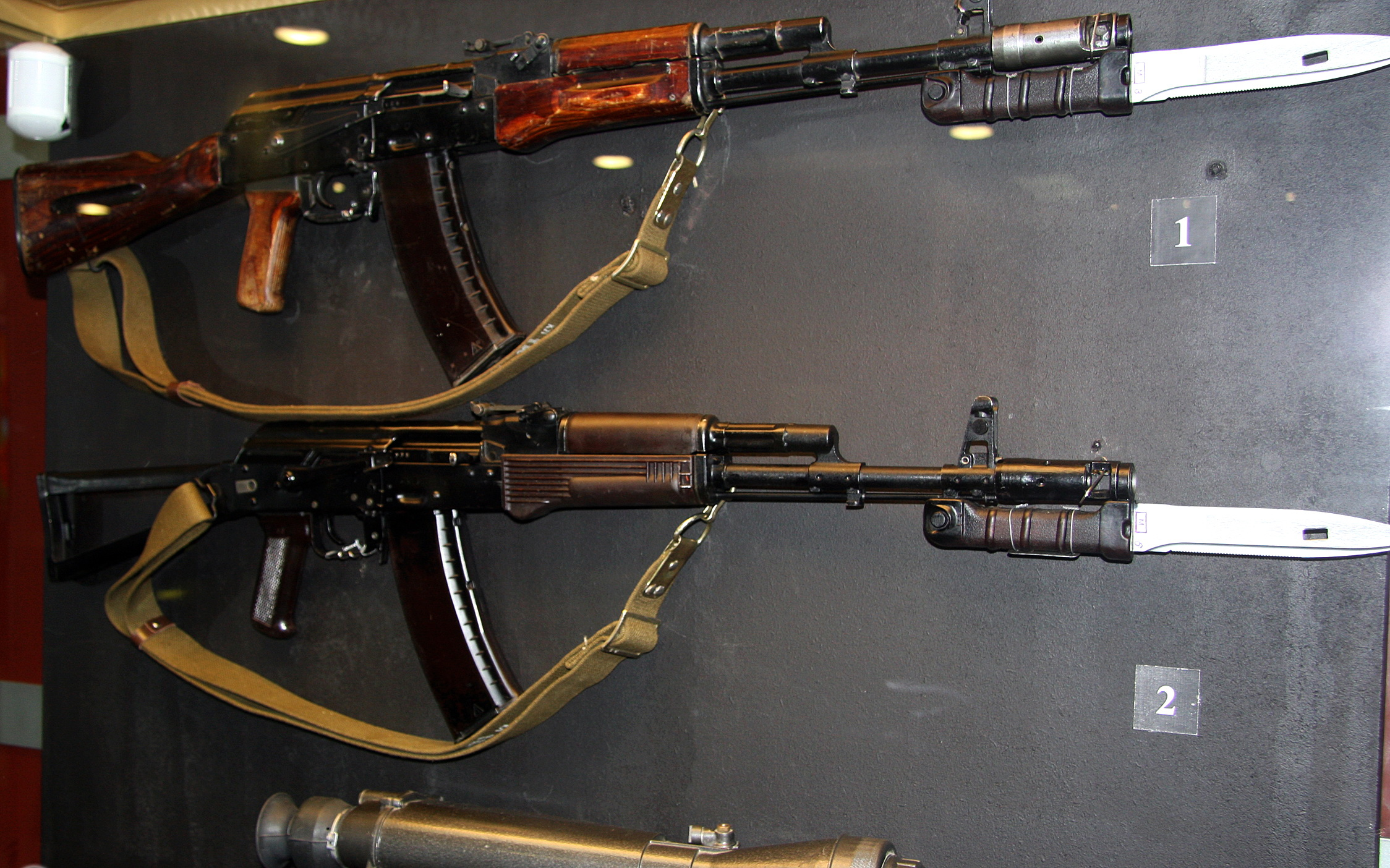
АК74 1-й модели и АКС74 с примкнутыми штыками 6Х5

## Страны-эксплуатанты
- Афганистан[59]
- Албания[60]
- Алжир[60]
- Ангола[60]
- Армения[60]
- Азербайджан[60]
- Бангладеш[60]
- Беларусь[60]
- Бенин[60]
- Босния и Герцеговина[60]
- Ботсвана[60]
- Болгария[60]
- Буркина-Фасо
- Бурунди
- Камбоджа[60]
- Кабо-Верде[60]
- ЦАР[60]
- Чад[60]
- Китай: Вариант Тип 56.[61]
- Коморы[60]
- Куба[60]
- ДР Конго[60]
- Джибути
- ГДР[62]
- Египет[60]
- Эритрея[60]
- Экваториальная Гвинея[60]
- Эфиопия[60]
- Габон[60]
- Грузия[60]
- Гана
- Греция[63][64]
- Гвинея[60]
- Гвинея-Бисау[60]
- Гайана[60]
- Венгрия[60]
- Индия[65]
- Иран[60]
- Ирак[59][60]
- Израиль[60]
- Казахстан[60]
- Кения
- Кыргызстан[60]
- Лаос[60]
- Ливан[60]
- Лесото[60]
- Либерия[60]
- Ливия[60]
- Северная Македония[66]
- Мадагаскар[60]
- Мали[60]
- Мальта: Вариант Тип 56.[60]
- Мавритания
- Молдова[60]
- Марокко[60]
- Монголия[60]
- Мозамбик[60]
- Мьянма
- Намибия[60]
- Нигер
- Нигерия
- КНДР: Вариант Тип 58.[60]
- Пакистан: Вариант Тип 56.[67]
- ПНА[68]
- Перу[60]
- Филиппины[69]
- Польша[62] - первые автоматы АК советского производства поступили в опытную эксплуатацию в 1952 году (под наименованием 7,62-mm pmK), после завершения испытаний они были приняты на вооружение, после получения из СССР в 1956 году комплекта технической документации в 1957 году началось их производство по лицензии[70]
- Катар[60]
- Республика Конго[60]
- Родезия
- Румыния[60]
- Россия[60]
- Руанда
- Сан-Томе и Принсипи[60]
- Сахарская Арабская Демократическая Республика[71]
- Сенегал
- Сербия[60]
- Сейшельские Острова[60]
- Сьерра-Леоне[60]
- Сомали[60]
- ЮАР
- Южный Судан
- СССР[61]
- Шри-Ланка: Вариант Тип 56.[60]
- Судан[60]
- Суринам[60]
- Сирия[60]
- Таджикистан[60]
- Танзания[60]
- Того[60]
- Туркменистан[60]
- Турция[60]
- Уганда[60]
- ОАЭ[60]
- Украина[60]
- Узбекистан[60]
- Вьетнам[61]
- Йемен[60]
- Югославия[62]
- Замбия[60]
- Зимбабве[60]